# Liste der Biografien/Blan
Liste der Biografien |
Portal Biografien |
Personensuche
# |
A |
B |
C |
D |
E |
F |
G |
H |
I |
J |
K |
L |
M |
N |
O |
P |
Q |
R |
S |
T |
U |
V |
W |
X |
Y |
Z |
?
 
Ba |
Be |
Bd |
Bg |
Bh |
Bi |
Bj |
Bl |
Bm |
Bn |
Bo |
Br |
Bs |
Bu |
Bw |
By |
Bz
 
Bla |
Ble |
Bli |
Blj |
Blk |
Bll |
Blo |
Blu |
Bly
 
Blaa |
Blab |
Blac |
Blad |
Blae |
Blaf |
Blag |
Blah |
Blai |
Blaj |
Blak |
Blal |
Blam |
Blan |
Blaq |
Blar |
Blas |
Blat |
Blau |
Blav |
Blaw |
Blax |
Blay |
Blaz
Die Liste der Biografien führt alle Personen auf, die in der deutschsprachigen Wikipedia einen Artikel haben. Dieses ist eine Teilliste mit 635 Einträgen von Personen, deren Namen mit den Buchstaben „Blan“ beginnt.

## Blan

### Blana
- Blanár, Juraj (* 1966), slowakischer Politiker
- Blanarovičová, Yvetta (* 1963), tschechische Schauspielerin

### Blanc
- Blanc Saint-Hilaire, Marie-Jean (1805–1890), französischer Verleger, Romanist, Lexikograf und Baskologe
- Blanc, Abele (* 1954), italienischer Bergsteiger
- Blanc, Adalbert von (1907–1976), deutscher Flottillenadmiral (Marine der Bundeswehr)
- Blanc, Adolphe (1828–1885), französischer Komponist
- Blanc, Alberto (1835–1904), italienischer Politiker und Diplomat
- Blanc, Aldir (1946–2020), brasilianischer Komponist, Liedtexter und „cronista“
- Blanc, Alexis (* 1970), französischer Freestyle-Skisportler
- Blanc, Anne-Marie (1919–2009), Schweizer Schauspielerin
- Blanc, Anthony (1792–1860), französischer Geistlicher und Erzbischof von New Orleans
- Blanc, Augustin Pascal (1836–1910), französischer Flottillenadmiral
- Blanc, Bertrand (* 1973), französischer Skibergsteiger
- Blanc, Charles (1813–1882), französischer Kunsttheoretiker und Kunstkritiker
- Blanc, Christian (* 1942), französischer Politiker und Manager
- Blanc, Claudius (1854–1900), französischer Komponist
- Blanc, Daniel (* 1959), Schweizer Jazzmusiker (Saxophon)
- Blanc, Delphine (* 1983), französische Fußballspielerin
- Blanc, Didier (* 1984), französischer Skibergsteiger
- Blanc, Dominique (* 1956), französische SchauspielerinDominique Blanc (* 1956)

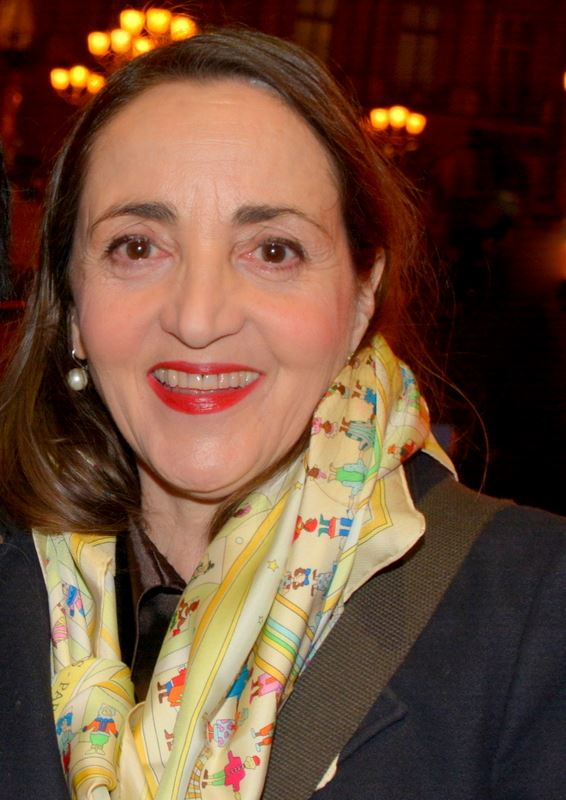
Dominique Blanc (* 1956)

- Blanc, Elie (1846–1926), französischer Philosoph, Theologe und Romanist
- Blanc, Elviro (* 1945), italienischer Skilangläufer
- Blanc, Erika (* 1942), italienische Filmschauspielerin
- Blanc, Étienne (* 1954), französischer Politiker, Mitglied der Nationalversammlung
- Blanc, Francis (* 1938), schweizerischer Radsportler, nationaler Meister im Radsport
- Blanc, François (1806–1877), französischer Mathematiker und Finanzier
- Blanc, Franz Anton von († 1806), österreichischer Beamter
- Blanc, Frédéric (* 1967), französischer Organist
- Blanc, Georges (* 1943), französischer Koch
- Blanc, Giuseppe (1886–1969), italienischer Komponist
- Blanc, Gustave Louis (1872–1927), französischer Chemiker
- Blanc, Heinrich (1896–1960), deutscher Unternehmer
- Blanc, Honoré (1736–1801), französischer Büchsenmachermeister
- Blanc, Isabelle (* 1975), französische Snowboarderin
- Blanc, Jean Charles (* 1942), französischer bildender Künstler und Autor
- Blanc, Jennifer (* 1974), US-amerikanische Schauspielerin, Filmregisseurin und Filmproduzentin
- Blanc, Joan, mittelalterlicher katalanischer Dichter
- Blanc, Joseph (1846–1904), französischer Maler des Klassizismus
- Blanc, Laurent (* 1965), französischer Fußballspieler und -trainerLaurent Blanc (* 1965)

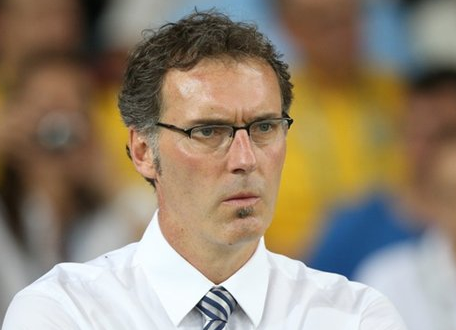
Laurent Blanc (* 1965)

- Blanc, Leandro (* 1993), argentinischer Boxer
- Blanc, Louis (1811–1882), französischer Sozialist
- Blanc, Louis Ammy (1810–1885), deutscher Maler und Architekt
- Blanc, Louis von (1832–1903), deutscher Marineoffizier, zuletzt Admiral der Kaiserlichen Marine
- Blanc, Ludwig Gottfried (1781–1866), deutscher Romanist
- Blanc, Malorie (* 2004), Schweizer Skirennfahrerin
- Blanc, Manuel (* 1968), französischer Schauspieler
- Blanc, Marie (1833–1881), deutsch-französische Spielbankdirektorin und Philanthropin
- Blanc, Marie-Jean-Gustave (1844–1890), französischer Bischof der Pariser Mission
- Blanc, Martine (* 1944), französische Autorin und Graphikerin
- Blanc, Mel (1908–1989), US-amerikanischer Synchronsprecher
- Blanc, Michel (1952–2024), französischer Schauspieler, Regisseur und DrehbuchautorMichel Blanc (1952–2024)

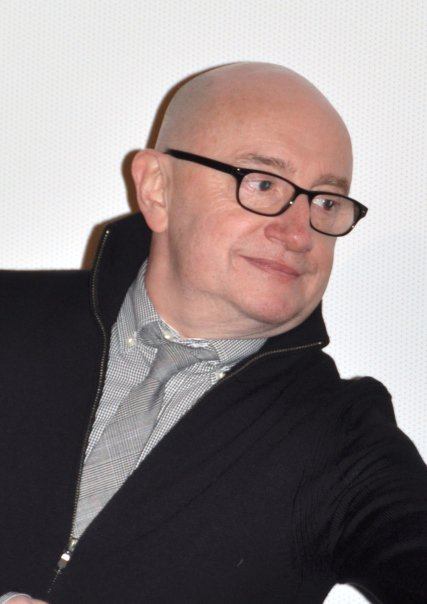
Michel Blanc (1952–2024)

- Blanc, Numa (1816–1897), französischer Zeichner, Maler und Fotograf
- Blanc, Patrick (* 1953), französischer Botaniker und Gartenkünstler
- Blanc, Patrick (* 1972), französischer Skibergsteiger
- Blanc, Raoul (1905–1985), französischer Fußballspieler
- Blanc, Rick († 2010), US-amerikanischer Jazzmusiker
- Blanc, Samuel (1883–1964), US-amerikanischer Erfinder und Unternehmer
- Blanc, Tatiana, Schweizer Basketballspielerin
- Blanc, Yvonne (1906–1997), französische Jazz- und Unterhaltungsmusikerin (Piano)
- Blanc-Dumont, Michel (* 1948), französischer Comiczeichner
- Blanc-Féraud, Laure (* 1963), französische Mathematikerin
- Blanc-Garin, Ernest (1843–1916), belgischer Porträt- und Landschaftsmaler
- Blanc-Gatti, Charles (1890–1966), Schweizer Künstler
- Blanc-Gras, Julien (* 1976), französischer Journalist und Autor
- Blanc-Lapierre, André (1915–2001), französischer Mathematiker und Physiker

#### Blanca
- Blanca II. von Navarra (1424–1464), spanische Infantin und Titularkönigin
- Blanca Margarete von Valois († 1348), erste Ehefrau des böhmischen Königs Karl I.
- Blanca Paloma (* 1989), spanische Sängerin
- Blanca von England (1392–1409), Tochter von König Heinrich IV., Pfalzgräfin KurpfalzBlanca von England (1392–1409)

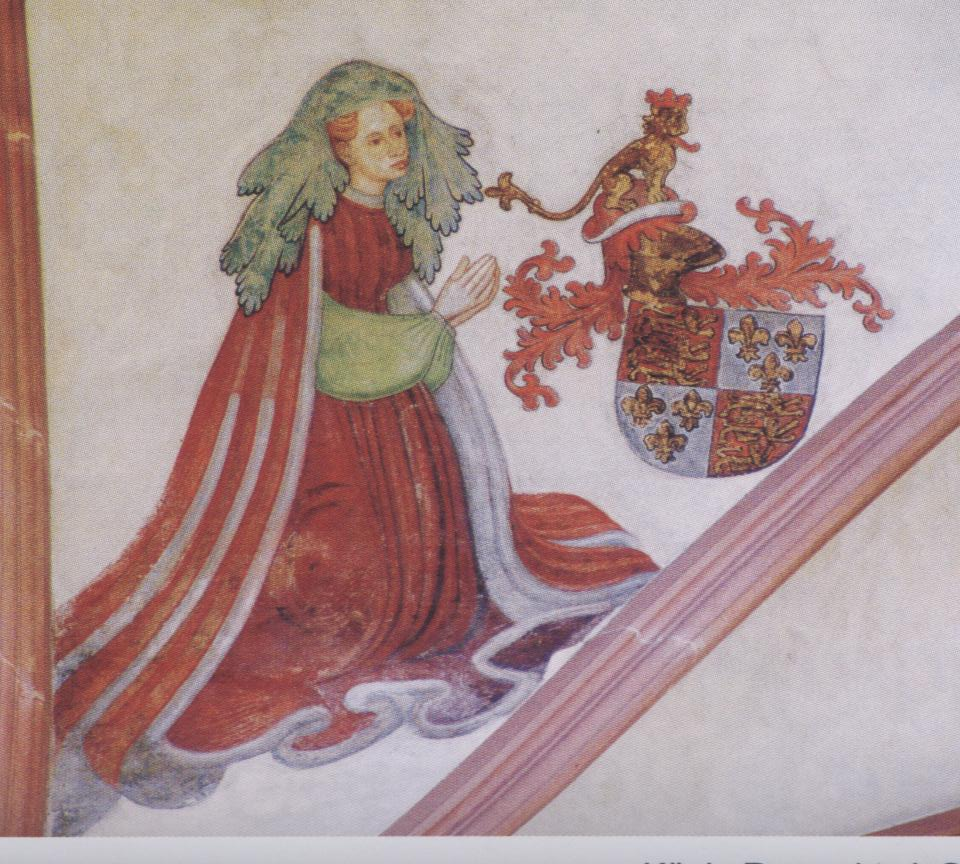
Blanca von England (1392–1409)

- Blancafort i de Rosselló, Manuel (1897–1987), katalanischer Komponist
- Blancafort, Alberto (1928–2004), spanischer Dirigent und Komponist
- Blancafort, Stéphane (* 1970), französischer Schauspieler und Theaterregisseur
- Blancan, Bernard (* 1958), französischer Schauspieler, Regisseur und Drehbuchautor
- Blancaneaux, Geoffrey (* 1998), französischer Tennisspieler
- Blancard, Jarred (* 1973), kanadischer Schauspieler
- Blancard, René (1897–1965), französischer Schauspieler und Drehbuchautor
- Blancarte, Tom (* 1979), US-amerikanischer Jazz- und Improvisationsmusiker

#### Blanch
- Blanch i Castells, Bartomeu (1816–1890), katalanischer Organist, Violinist, Kapellmeister und Komponist der Romantik
- Blanch, Daniel (* 1974), katalanischer klassischer Pianist
- Blanch, Darwin (* 2007), US-amerikanischer Tennisspieler
- Blanch, Gertrude (1897–1996), russisch-amerikanische Mathematikerin
- Blanch, Lesley (1904–2007), englische Schriftstellerin
- Blanch, Stuart Yarworth (1918–1994), britischer Geistlicher, Erzbischof von York
- Blanch, Theodor (1835–1911), deutsch-schwedischer Gastronom, Theaterleiter und Kunsthändler
- Blanch, Ulises (* 1998), US-amerikanischer Tennisspieler
- Blanchaer, Robert (* 1952), belgischer Skirennläufer
- Blanchar, Pierre (1892–1963), französischer Schauspieler und Filmregisseur
- Blanchard, Alain († 1419), französischer Hauptmann
- Blanchard, Alana (* 1990), US-amerikanische Surferin, Model und UnternehmerinAlana Blanchard (* 1990)

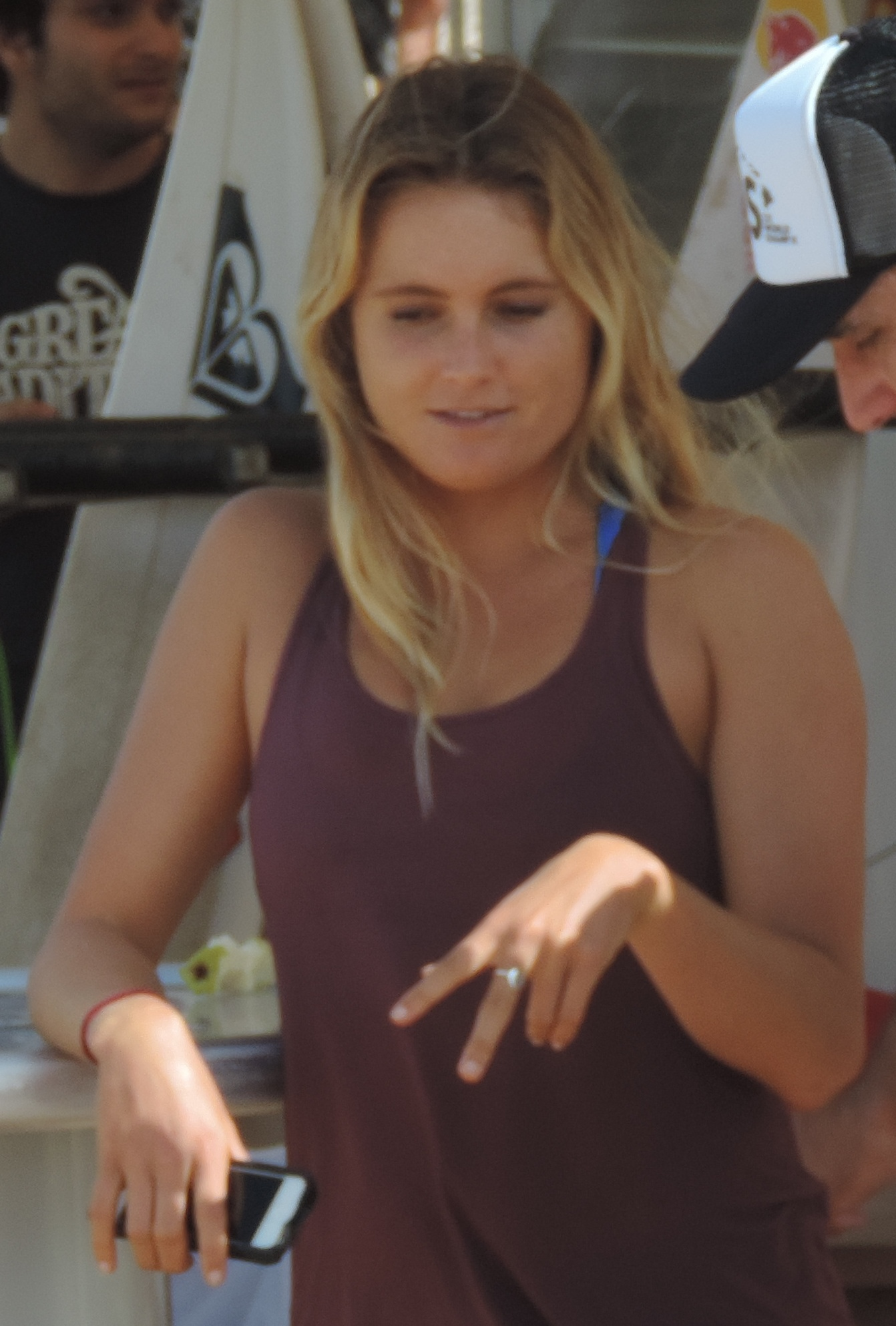
Alana Blanchard (* 1990)

- Blanchard, Albert Gallatin (1810–1891), General der Konföderierten Staaten von Amerika im Amerikanischen Bürgerkrieg
- Blanchard, Chris (* 1971), kanadischer Skilangläufer
- Blanchard, Claude (1932–2006), kanadischer Schauspieler und Sänger
- Blanchard, Doc (1924–2009), US-amerikanischer Footballspieler
- Blanchard, Edgar (1924–1972), amerikanischer Rhythm-and-Blues-Musiker
- Blanchard, Édouard-Théophile (1844–1879), französischer Maler
- Blanchard, Élie (1881–1941), kanadischer Lacrossespieler
- Blanchard, Émile (1819–1900), französischer Zoologe und Entomologe
- Blanchard, Esprit Antoine (1696–1770), französischer Musikmeister und Königlicher Kapellmeister
- Blanchard, Eugénie (1896–2010), französische Supercentenarian
- Blanchard, Francis (1916–2009), französischer UN-Funktionär
- Blanchard, Françoise (1954–2013), französische Schauspielerin
- Blanchard, George S. (1920–2006), US-amerikanischer Oberbefehlshaber der Army
- Blanchard, George Washington (1884–1964), US-amerikanischer Politiker
- Blanchard, Georges (1877–1954), französischer Offizier, General
- Blanchard, Gerald, kanadischer Krimineller
- Blanchard, Gilles (* 1953), französischer Maler
- Blanchard, Gypsy-Rose (* 1991), US-amerikanische Münchhausen-Überlebende
- Blanchard, Harold (1930–2010), US-amerikanischer Jazzmusiker, Komponist und Hochschullehrer
- Blanchard, Harry (1931–1960), US-amerikanischer Rennfahrer
- Blanchard, Helen (1840–1922), amerikanische Erfinderin
- Blanchard, Jacques (1600–1638), französischer Maler des Barock
- Blanchard, James (* 1942), US-amerikanischer Politiker
- Blanchard, Jean-Pierre (1753–1809), französischer BallonfahrerJean-Pierre Blanchard (1753–1809)

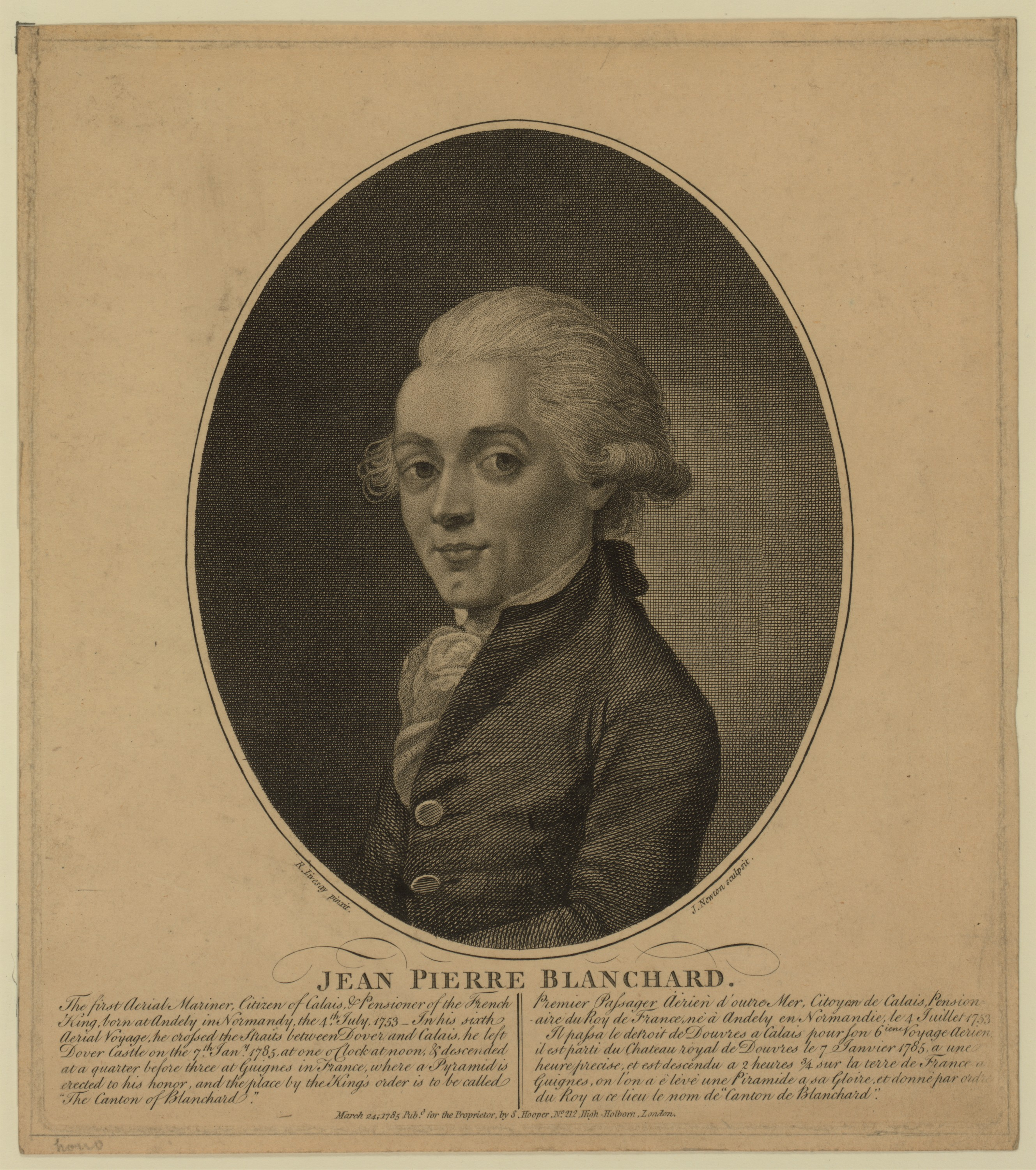
Jean-Pierre Blanchard (1753–1809)

- Blanchard, Jocelyn (* 1972), französischer Fußballspieler
- Blanchard, John (1787–1849), US-amerikanischer Politiker
- Blanchard, John W. (1930–2022), britischer Pflanzenzüchter und Narzissenspezialist
- Blanchard, Jonathan (1738–1788), US-amerikanischer Politiker
- Blanchard, Jules (1832–1916), französischer Bildhauer
- Blanchard, Kenneth H. (* 1939), US-amerikanischer Unternehmer und Autor
- Blanchard, Laurent (* 1952), kanadischer Politiker
- Blanchard, Newton C. (1849–1922), US-amerikanischer Politiker der Demokratischen Partei
- Blanchard, Olivier (* 1948), französischer Ökonom, Professor für Volkswirtschaftslehre am MIT
- Blanchard, Pierre (* 1956), französischer Jazzmusiker
- Blanchard, Rachel (* 1976), kanadische SchauspielerinRachel Blanchard (* 1976)

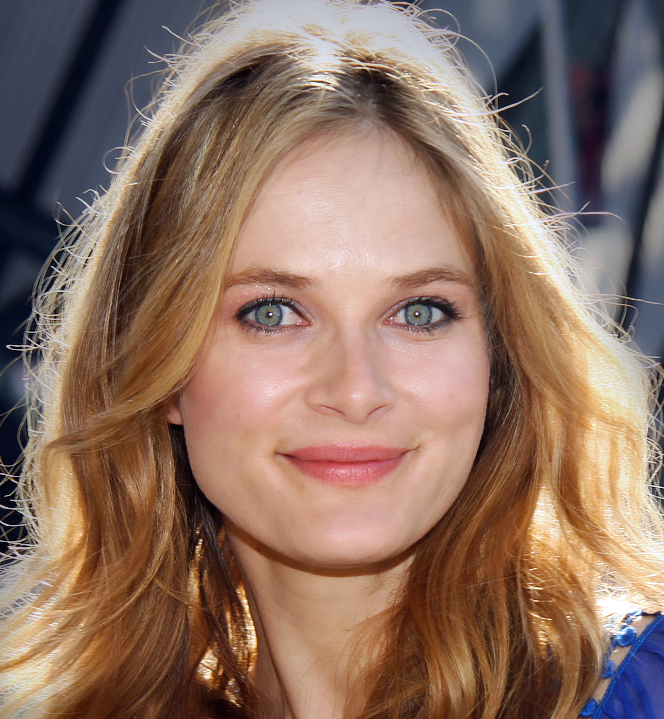
Rachel Blanchard (* 1976)

- Blanchard, Raoul (1877–1965), französischer Geograph
- Blanchard, Raphaël (1857–1919), französischer Entomologe
- Blanchard, Ray (* 1945), US-amerikanischer Sexualwissenschaftler und Psychologe
- Blanchard, Rowan (* 2001), US-amerikanische Schauspielerin
- Blanchard, Sean (* 1978), kanadischer Eishockeyspieler
- Blanchard, Sophie (1778–1819), französische Ballonfahrerin
- Blanchard, Tammy (* 1976), US-amerikanische Schauspielerin
- Blanchard, Terence (* 1962), US-amerikanischer Jazztrompeter und Komponist
- Blanchard, Tully (* 1954), US-amerikanischer Wrestler
- Blanchard, Washington (1808–1855), US-amerikanischer Miniaturmaler und Lithograf
- Blanchard, William H. (1916–1966), US-amerikanischer Pilot, General der US-Luftwaffe
- Blanchart, Georg (1874–1940), deutscher Industriemanager
- Blanchart, Miquel (* 1984), spanischer Triathlet
- Blanche (* 1999), belgische Sängerin
- Blanche d’Artois (1248–1302), Regentin von Navarra und Champagne
- Blanche Espejo, Bartolomeo (1879–1970), chilenischer Politiker und Militäroffizier
- Blanche of Lancaster (* 1305), englische Adlige
- Blanche of Lancaster, Tochter und spätere Alleinerbin von Henry of Grosmont, 1. Duke of Lancaster
- Blanche von Frankreich (* 1253), Tochter von Ludwig IX., Ehefrau von Ferdinand de la Cerda
- Blanche von Frankreich († 1305), durch Heirat Herzogin von Österreich und der Steiermark
- Blanche von Frankreich (1328–1393), französische Adlige
- Blanche von Namur († 1363), Königin von Schweden und Norwegen
- Blanche, August Theodor (1811–1868), schwedischer Schriftsteller
- Blanche, Francis (1921–1974), französischer Schauspieler
- Blanche, Jacques-Émile (1861–1942), französischer Maler
- Blanche, René (* 1982), deutscher Schauspieler, Theaterregisseur, Drehbuchautor und SchauspiellehrerRené Blanche (* 1982)

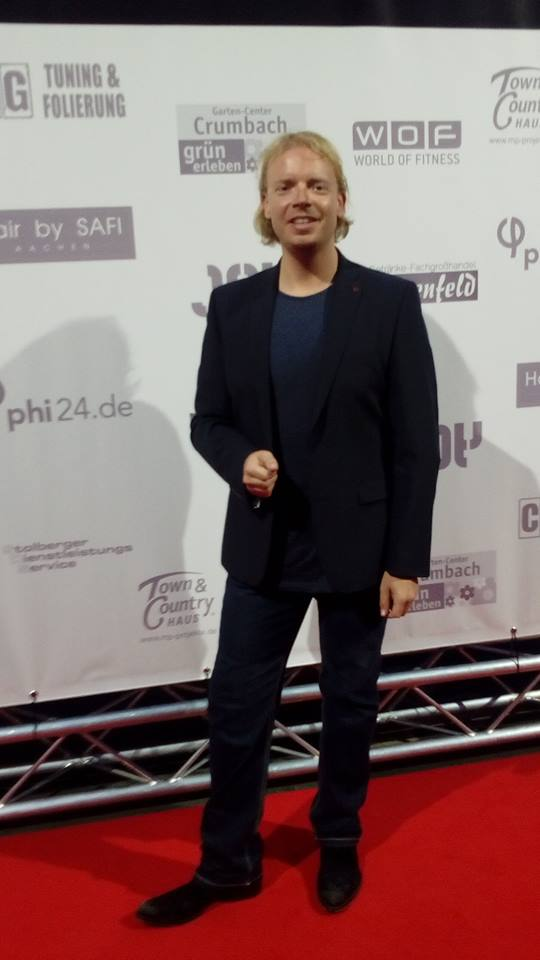
René Blanche (* 1982)

- Blanche, Robert (1962–2020), US-amerikanischer Schauspieler, Filmschaffender und Synchronsprecher
- Blanche-Benveniste, Claire (1935–2010), französische Linguistin und Romanistin
- Blanchecotte, Augustine-Malvina (1830–1897), französische Lyrikerin
- Blanchefort, Guy de († 1513), Großmeister des Johanniterordens
- Blanchelande, Philibert François Rouxel de (1735–1793), französischer General, Gouverneur von Saint-Domingue
- Blanchemain, Jean-Luc (* 1957), französischer Autorennfahrer
- Blanchemaison, Claude (* 1944), französischer Botschafter
- Blanchenay, Louis (1801–1881), Schweizer Politiker
- Blancher de Pierrebuffière, Claude de (1645–1691), französischer Brigadegeneral
- Blanchet, Alexandre (1882–1961), Schweizer Künstler
- Blanchet, André (1918–1966), französischer Radrennfahrer
- Blanchet, Augustin Magloire Alexandre (1797–1887), römisch-katholischer Bischof
- Blanchet, Bernard (* 1943), französischer Fußballspieler und Trainer
- Blanchet, Bertrand (* 1932), kanadischer Geistlicher, emeritierter Erzbischof von Rimouski
- Blanchet, Boris (* 1971), französischer Jazzmusiker (Saxophone)
- Blanchet, Bruno (1760–1822), Präsident von Haiti
- Blanchet, Dominique (* 1966), französischer Geistlicher, römisch-katholischer Bischof von Créteil
- Blanchet, Emile-Arsène (1886–1967), französischer römisch-katholischer Geistlicher und Bischof von Saint-Dié
- Blanchet, Émile-Robert (1877–1943), Schweizer Komponist, Pianist und Bergsteiger
- Blanchet, François Norbert (1795–1883), römisch-katholischer Bischof
- Blanchet, François-Étienne (1695–1761), französischer Cembalobauer
- Blanchet, Jacques (1939–1981), kanadischer Singer-Songwriter
- Blanchet, Maturino (1892–1974), italienischer Geistlicher, Bischof des Bistums Aosta
- Blanchet, Ugo (* 1999), französischer Tennisspieler
- Blanchet, Yves-François (* 1965), kanadischer Politiker
- Blanchett, Cate (* 1969), australische FilmschauspielerinCate Blanchett (* 1969)

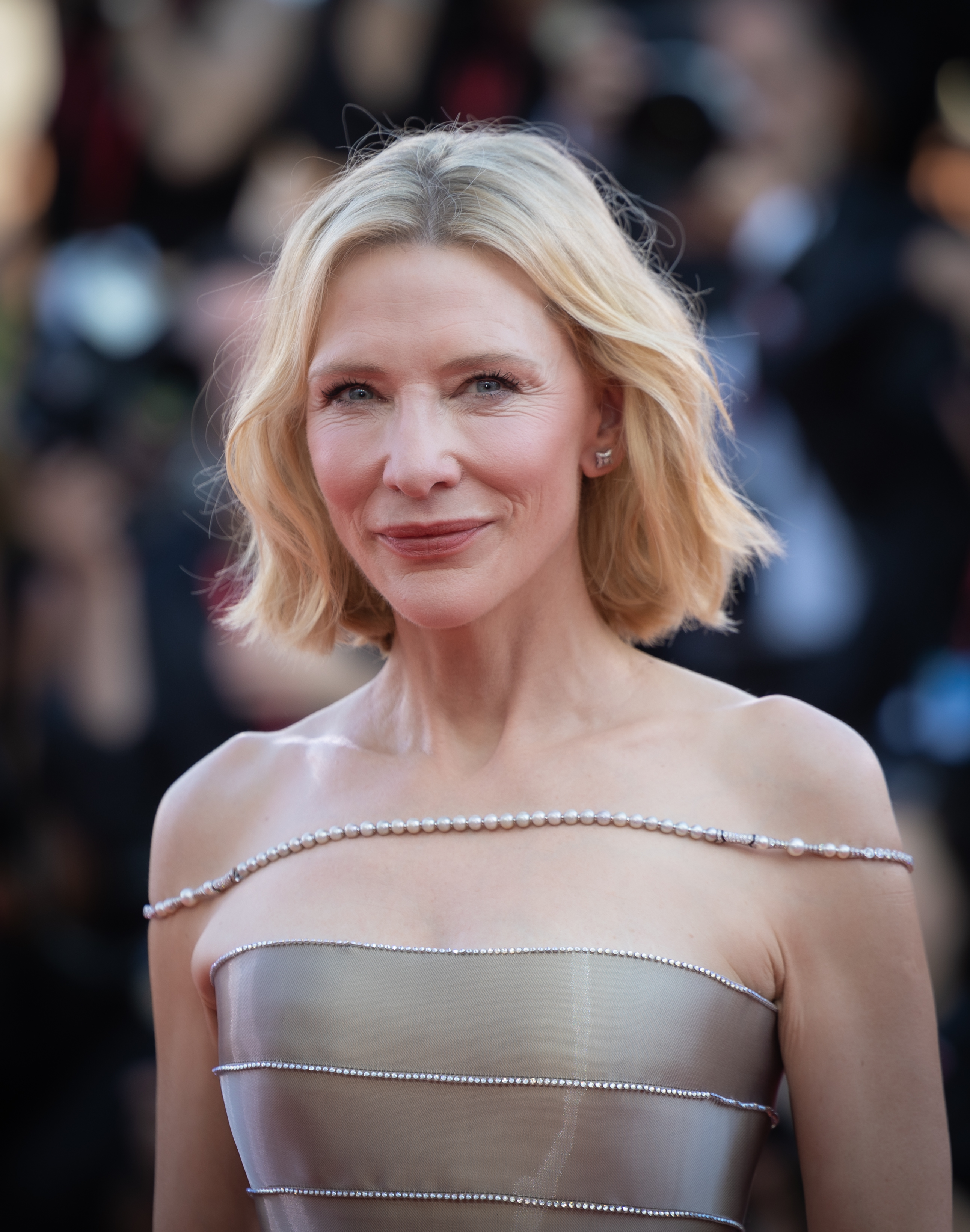
Cate Blanchett (* 1969)

- Blanchette, Javeim (* 1991), Fußballspieler von St. Kitts und Nevis
- Blanchette, Lanien (* 1986), Politikerin in St. Kitts und Nevis
- Blanchette, Patricia (* 1957), US-amerikanische Philosophin und Logikerin
- Blanchflower, Danny (1926–1993), nordirischer Fußballspieler, -trainer und Sportjournalist
- Blanchflower, Jackie (1933–1998), nordirischer Fußballspieler
- Blanchflower, Olly (* 1952), britischer Jazzmusiker (Bass)
- Blancho, Nicolas (* 1983), Schweizer Präsident des Islamischen Zentralrats Schweiz (IZRS)
- Blanchonnet, Armand (1903–1968), französischer Radrennfahrer
- Blanchot, Maurice (1907–2003), französischer Journalist, Literaturtheoretiker und Schriftsteller
- Blanchoud, Moisés Julio (1923–2016), argentinischer Geistlicher, römisch-katholischer Erzbischof von Salta
- Blanchoud, Stéphanie (* 1981), belgisch-schweizerische Schauspielerin
- Blanchy, Frédéric (1868–1944), französischer Segler
- Blanchy, Jean-François (1886–1960), französischer Tennisspieler
- Blanchy, Michael (* 1981), belgischer Radrennfahrer

#### Blanck
- Blanck y Menocal, Guillermo de (1882–1978), kubanischer Botschafter
- Blanck, August (1823–1890), deutscher Mediziner und Sachbuchautor
- Blanck, Christoph († 1541), deutscher Rechtswissenschaftler
- Blanck, Edwin (1877–1953), deutscher Bodenkundler
- Blanck, Eugen (1901–1980), deutscher Architekt und Stadtplaner
- Blanck, Horst (1936–2010), deutscher Klassischer Archäologe
- Blanck, Hubert de (1856–1932), niederländisch-kubanischer Pianist und Komponist
- Blanck, Hugo (1836–1893), deutsch-amerikanischer Chemiker
- Blanck, Julius (1865–1930), deutscher Börsenmakler, Autor, Herausgeber und Mäzen
- Blanck, Olga de (1916–1998), kubanische Musikpädagogin und Komponistin
- Blanck, Otto (1912–1982), deutscher Maler
- Blanck, Rota (1940–2011), bildende Künstlerin
- Blanck, Ulf (* 1962), deutscher Schriftsteller, Hörspielproduzent und Radiomoderator
- Blanckart, Marie Antoinette von (1730–1803), deutsche Kanonissin
- Blanckarts, Moritz (1839–1883), deutscher Historienmaler, Künstlerbiograf, Dichter und Schriftsteller
- Blancke, Alfred (1875–1944), deutscher Unternehmer und Kunstsammler
- Blancke, Gustav (1828–1893), preußischer Landrat des Landkreises Koblenz und Geheimer Regierungsrat
- Blancke, Max (1909–1945), deutscher KZ-Arzt
- Blanckenberg, Conrad Gottfried (1657–1712), deutscher evangelischer Theologe
- Blanckenburg, Christian Friedrich von (1744–1796), deutscher Literaturwissenschaftler und Schriftsteller
- Blanckenburg, Friedhelm von (* 1958), deutscher Geochemiker und Hochschullehrer
- Blanckenburg, George Heinrich von (1717–1779), preußischer Landrat
- Blanckenburg, Günther von (1858–1931), deutscher Verwaltungsjurist und Landrat
- Blanckenburg, Jacob von (1525–1595), mecklenburgischer Adliger
- Blanckenburg, Korbinian von (* 1979), deutscher Volkswirt und Hochschullehrer
- Blanckenburg, Moritz von (1815–1888), deutscher Politiker, MdRMoritz von Blanckenburg (1815–1888)

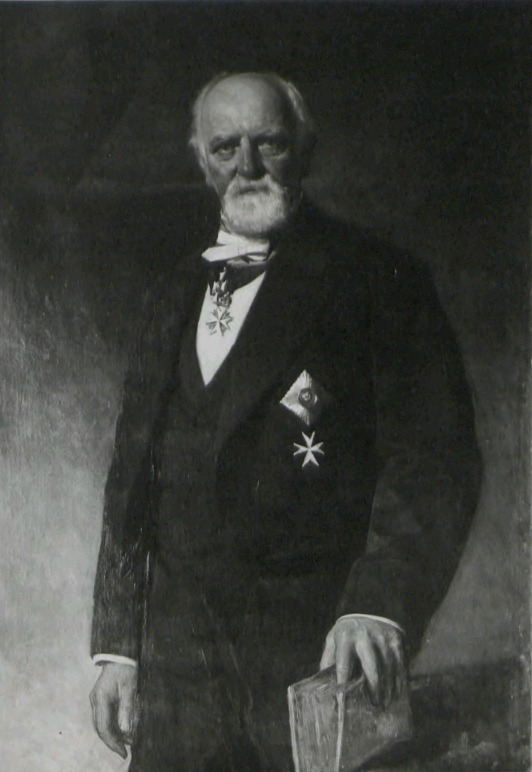
Moritz von Blanckenburg (1815–1888)

- Blanckenburg, Otto von († 1605), Komtur der Deutschordenskommende Langeln
- Blanckenburg, Richard von (1854–1926), preußischer Rittergutsbesitzer und Politiker, MdH
- Blanckenhagen, Peter Heinrich d. Ä. (1723–1794), baltischer Kaufmann
- Blanckenhagen, Peter Heinrich von (1909–1990), amerikanischer Klassischer Archäologe
- Blanckenhagen, Sigrid von (1918–2005), deutsche Kunsthistorikerin und Museumsleiterin
- Blanckenhorn, Max (1861–1947), Geologe
- Blanckensee, Adolf von (1812–1871), preußischer Generalmajor
- Blanckensee, Busso Christian von (1695–1765), preußischer Oberst, Chef des Garnisonsregiments Nr. 10
- Blanckensee, Christian Friedrich von (1716–1757), preußischer Generalmajor, Chef des Dragonerregiments Nr. 2
- Blanckensee, Cuno von (1862–1938), preußischer Generalmajor
- Blanckensee, Georg Christoph von (1710–1781), preußischer Landrat
- Blanckensee, Peter von (1659–1734), preußischer Dragonerkommandeur, General der Kavallerie
- Blanckensee, Peter von (1858–1914), preußischer Generalmajor
- Blanckensee, Waldemar von (1828–1906), preußischer Generalmajor
- Blanckensee, Wolf Alexander Ernst Christoph von (1684–1745), preußischer Generalmajor, Chef des Infanterieregiments Nr. 23, Amtshauptmann von Neidenburg und Soldau
- Blanckensee, Wulf Christoph von (1674–1717), deutscher Offizier, zuletzt Stadtkommandant von Wismar
- Blanckerhoff, Jan Theuniszoon (1628–1669), niederländischer Marinemaler
- Blanckert, Kiana (* 2007), australisch-schwedische Sängerin
- Blanckertz, Carl Gustav (1873–1953), deutscher Kaufmann
- Blanckertz, Heinrich Siegmund (1823–1908), deutscher Unternehmer
- Blanckertz, Minna (1867–1955), deutsche Sozialpädagogin, Vorsitzende des Rheinischen Frauenklubs und karitativ tätig
- Blanckertz, Rudolf (1862–1935), deutscher Unternehmer, Verleger und Schriftforscher
- Blanckmeister, Balthasar Friedrich (1694–1762), deutscher evangelischer Theologe, Pastor und Hofprediger in Netzschkau
- Blanckmeister, Franz (1858–1936), deutscher evangelischer Pfarrer und Theologe
- Blanckmeister, Johannes (1898–1982), deutscher Forstbeamter und Forstwissenschaftler
- Blanckmeister, Karl Ludwig Ferdinand (1819–1883), deutscher Jurist und Politiker

#### Blanco
- Blanco (* 1999), britischer Rapper und Sänger
- Blanco (* 2003), italienischer SängerBlanco (* 2003)

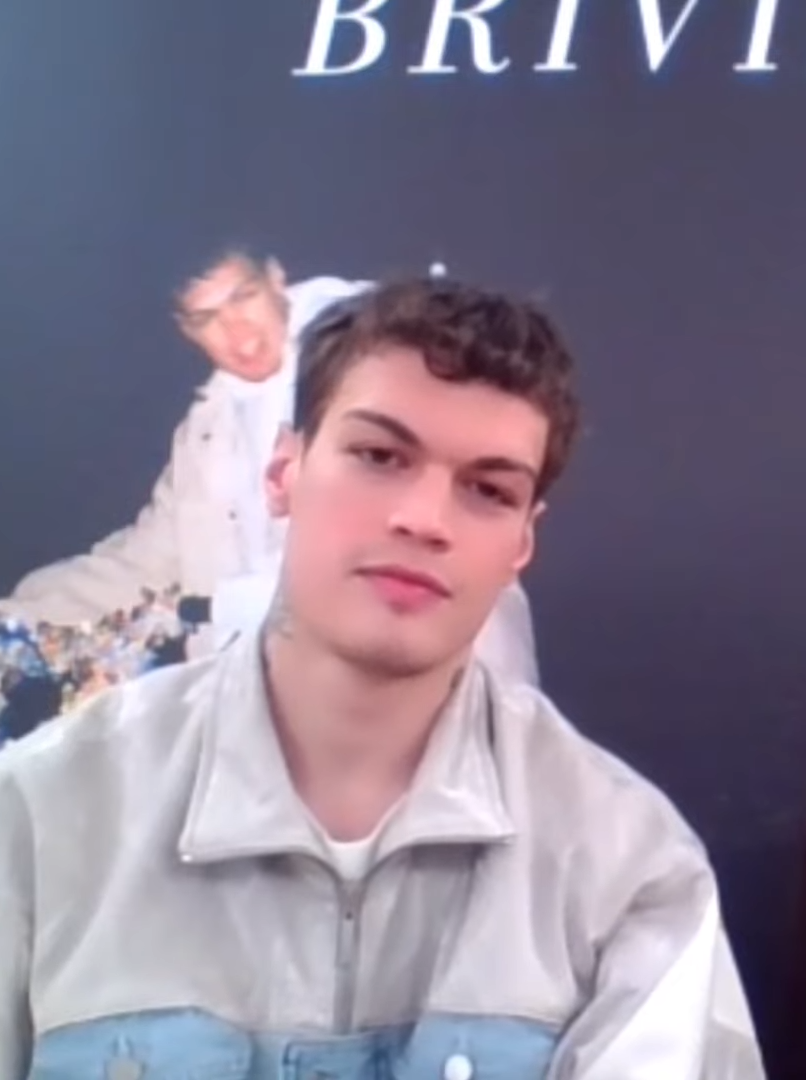
Blanco (* 2003)

- Blanco Amor, Eduardo (1897–1979), galicischer Schriftsteller
- Blanco Bolívar, Mary (* 1984), kolumbianische Fußballschiedsrichterassistentin
- Blanco Castañón, Carlos (1928–2011), mexikanischer Fußballspieler
- Blanco Encalada, Manuel (1790–1876), chilenischer Offizier und Politiker
- Blanco Galdós, Hugo (1934–2023), peruanischer Gewerkschaftsführer und Politiker
- Blanco Galiasso, Hugo (* 1937), argentinischer Schauspieler
- Blanco López, José (* 1962), spanischer Politiker (PSOE), MdEP
- Blanco López, Pedro (1883–1919), spanischer Komponist, Pianist, Lehrer und Musikkritiker
- Blanco Mamani, Elías (* 1962), bolivianischer Journalist, Literaturwissenschaftler und Biograf
- Blanco Martínez, Óscar Hernán (* 1964), chilenischer Ordensgeistlicher, römisch-katholischer Bischof von Punta Arenas
- Blanco Méndez, Daniel Francisco (* 1973), costa-ricanischer Ordensgeistlicher, römisch-katholischer Weihbischof in San José de Costa Rica
- Blanco Pérez, Carlos (* 1986), spanischer Schriftsteller, Ägyptologe, Philosoph, Chemiker und ehemaliges Wunderkind
- Blanco Prieto, Félix del (1937–2021), spanischer Geistlicher, Diplomat des heiligen Stuhls, römisch-katholischer Kurienerzbischof
- Blanco Sarto, Pablo (* 1964), spanischer Priester und römisch-katholischer Theologe
- Blanco Soto, Pedro (1795–1829), bolivianischer Politiker
- Blanco Villar, Jesús (* 1962), spanischer Radrennfahrer
- Blanco White (* 1991), britischer Singer-Songwriter und Gitarrist
- Blanco White, José Maria (1775–1841), spanisch-englischer Schriftsteller, Dichter, Denker, Journalist und Theologe
- Blanco y Lorenzo, Fernando (1812–1881), spanischer Geistlicher und Erzbischof von Valladolid
- Blanco, Alberto (* 1950), kubanischer Gewichtheber
- Blanco, Álex (* 1998), spanischer Fußballspieler
- Blanco, Alfonso (* 1986), venezolanischer Boxer
- Blanco, Antonio (* 2000), spanischer Fußballspieler
- Blanco, Benny (* 1988), US-amerikanischer Produzent und LiedschreiberBenny Blanco (* 1988)

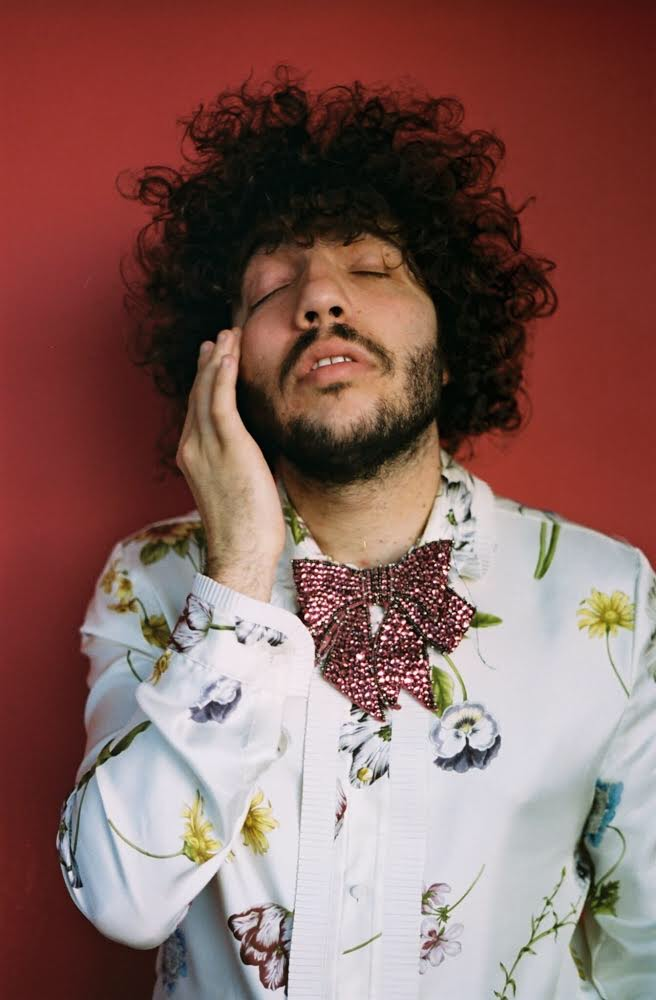
Benny Blanco (* 1988)

- Blanco, Carmen (* 1954), galicische Schriftstellerin
- Blanco, Cecilia (* 1979), spanische Judoka
- Blanco, Cuauhtémoc (* 1973), mexikanischer Fußballspieler
- Blanco, David (* 1975), spanischer Radrennfahrer
- Blanco, Diego (* 1994), uruguayischer Fußballspieler
- Blanco, Fabio (* 2004), spanischer Fußballspieler
- Blanco, Fernando (* 1951), mexikanischer Fußballspieler
- Blanco, Francisco Manuel (1778–1845), spanischer Botaniker
- Blanco, Galo (* 1976), spanischer Tennisspieler
- Blanco, Giovanna (* 1982), venezolanische Judoka
- Blanco, Griselda (1943–2012), kolumbianische Führungspersönlichkeit des Medellín-DrogenkartellsGriselda Blanco (1943–2012)

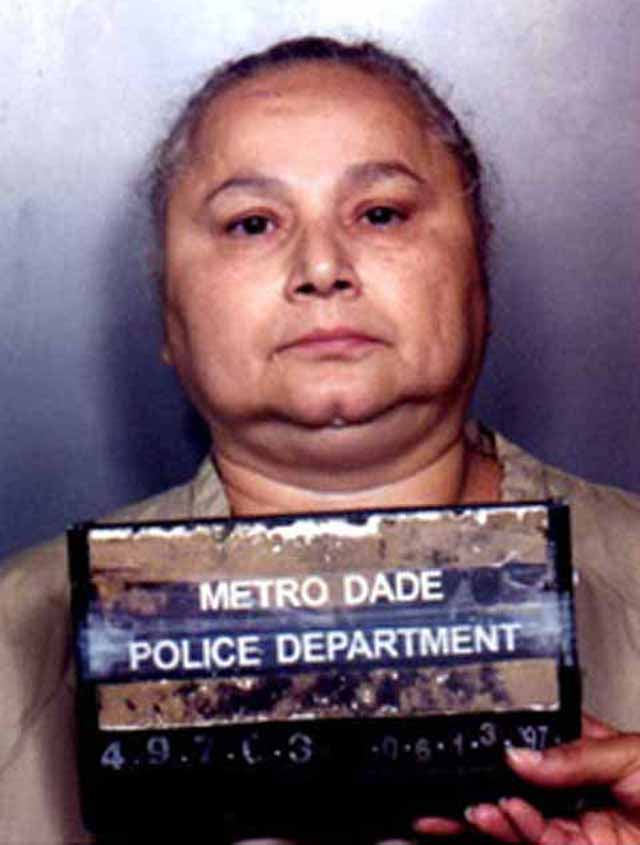
Griselda Blanco (1943–2012)

- Blanco, Ignacio Matte (1908–1995), chilenischer Psychiater und Psychologe
- Blanco, Isabel (* 1979), norwegische Handballspielerin
- Blanco, Ismael (* 1983), argentinischer Fußballspieler
- Blanco, Jackie Lou (* 1964), philippinische Schauspielerin
- Blanco, Jesús Tirso (1957–2022), argentinischer Ordensgeistlicher, Missionar und römisch-katholischer Bischof von Lwena in Angola
- Blanco, Joaquín (1938–2011), spanischer Schauspieler
- Blanco, Jorge (* 1991), mexikanischer Schauspieler, Sänger und Tänzer
- Blanco, Jorge (* 1993), spanischer Langstreckenläufer
- Blanco, José Luis (* 1975), spanischer Hindernisläufer
- Blanco, José Miguel (1839–1897), chilenischer Bildhauer
- Blanco, Juan (1919–2008), kubanischer Komponist
- Blanco, Juan Benito (1789–1843), uruguayischer Politiker
- Blanco, Juan Carlos (* 1946), uruguayischer Fußballspieler und Trainer
- Blanco, Juan José (* 1985), uruguayischer Fußballspieler
- Blanco, Kathleen (1942–2019), US-amerikanische Politikerin
- Blanco, Kepa (* 1984), spanischer Fußballspieler
- Blanco, Leandro (* 1974), dominikanisch-deutscher Schauspieler
- Blanco, Léster (* 1989), salvadorianischer Fußballspieler
- Blanco, Lorena (* 1977), peruanische Badmintonspielerin
- Blanco, María Elena (* 1947), kubanische Dichterin, Essayistin und literarische Übersetzerin
- Blanco, Marina B., argentinisch-amerikanische Anthropologin und Primatologin
- Blanco, Marvin (* 1988), venezolanischer Hindernisläufer
- Blanco, Michael (* 1987), US-amerikanischer Jazzmusiker
- Blanco, Oiana (* 1983), spanische Judoka
- Blanco, Omar (* 1975), mexikanischer Fußballspieler
- Blanco, Patricia (* 1971), deutsche Sängerin und Reality-TV-Darstellerin
- Blanco, Pedro (1795–1854), spanischer Unternehmer und Sklavenhändler
- Blanco, Pedro José († 1811), spanischer Komponist, Organist und Harfenist
- Blanco, Richard (* 1968), US-amerikanischer Lyriker kubanischer Abstammung
- Blanco, Rita (* 1963), portugiesische Schauspielerin
- Blanco, Roberto (* 1937), deutscher Schlagersänger, Schauspieler, Synchronsprecher und UnterhaltungskünstlerRoberto Blanco (* 1937)

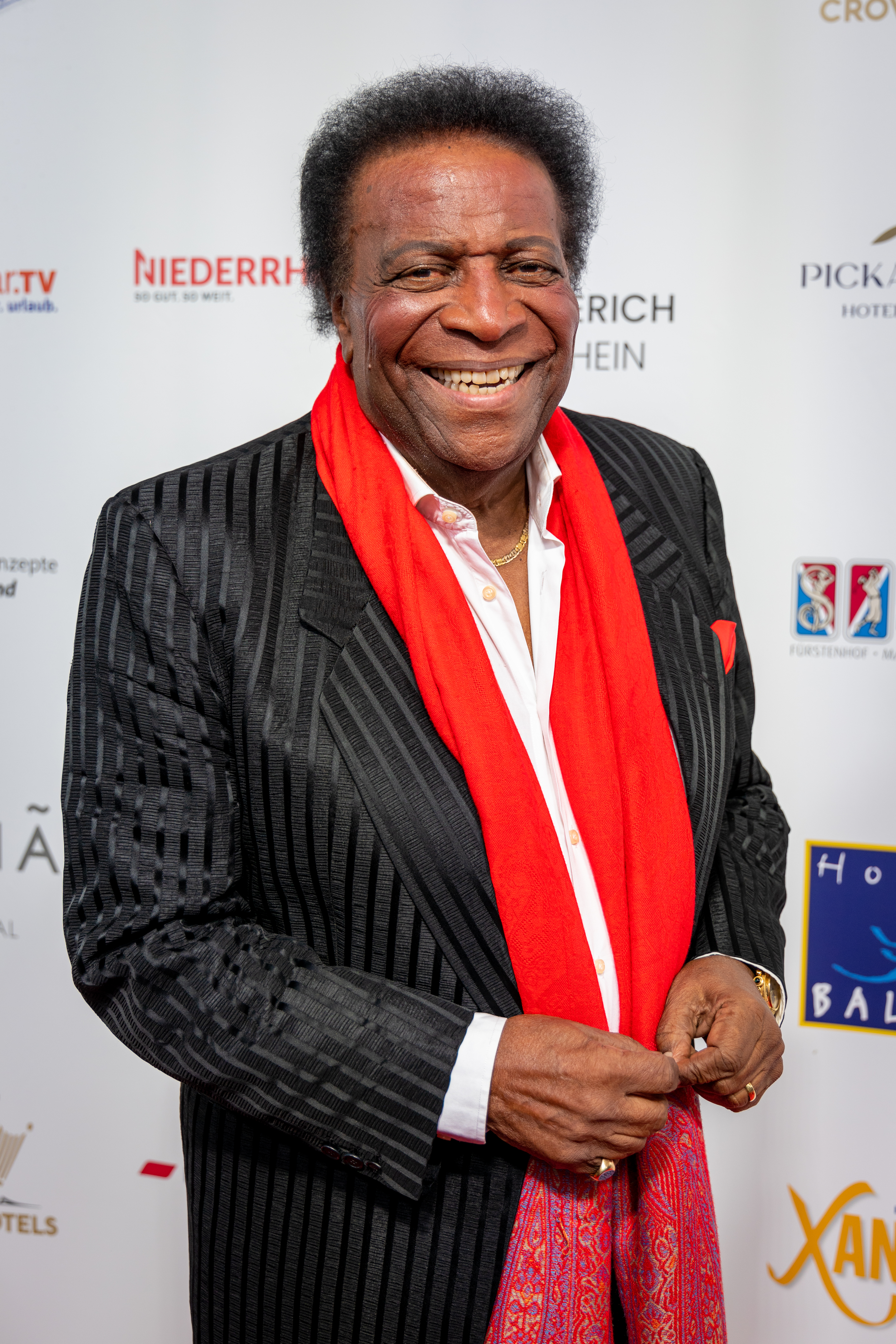
Roberto Blanco (* 1937)

- Blanco, Rodolfo (* 1966), kolumbianischer Boxer
- Blanco, Rubén (* 1995), spanischer Fußballtorhüter
- Blanco, Santiago (* 1974), spanischer Radsportler
- Blanco, Serge (* 1958), französischer Rugbyspieler
- Blanco, Sergio (* 1981), uruguayischer Fußballspieler
- Blanco, Silvestre (1783–1840), uruguayischer Politiker
- Blanco, Tomás (1910–1990), spanischer Schauspieler
- Blanco, Tomás Néstor (* 1986), argentinischer Handballspieler und -trainer
- Blanco, Tony (1980–2025), dominikanischer Baseballspieler
- Blanco, Yurani (* 1998), spanische Radrennfahrerin

#### Blancp
- Blancpain, Paul-Alcide (1839–1899), Schweizer Brauereiunternehmer

#### Blancs
- Blancsubé, Jules (1834–1888), französischer Rechtsanwalt, Publizist und Politiker in der Kolonie Cochinchina

### Bland
- Bland, Angie (* 1984), belgische Volleyballspielerin
- Bland, Bill (1916–2001), britischer Hoxhaist und Optiker
- Bland, Billy (1932–2017), US-amerikanischer Rhythm-and-Blues-Sänger und Songschreiber
- Bland, Bob (* 1982), amerikanische Aktivistin und Modedesignerin
- Bland, Bobby (1930–2013), US-amerikanischer Blues- und SoulsängerBobby Bland (1930–2013)

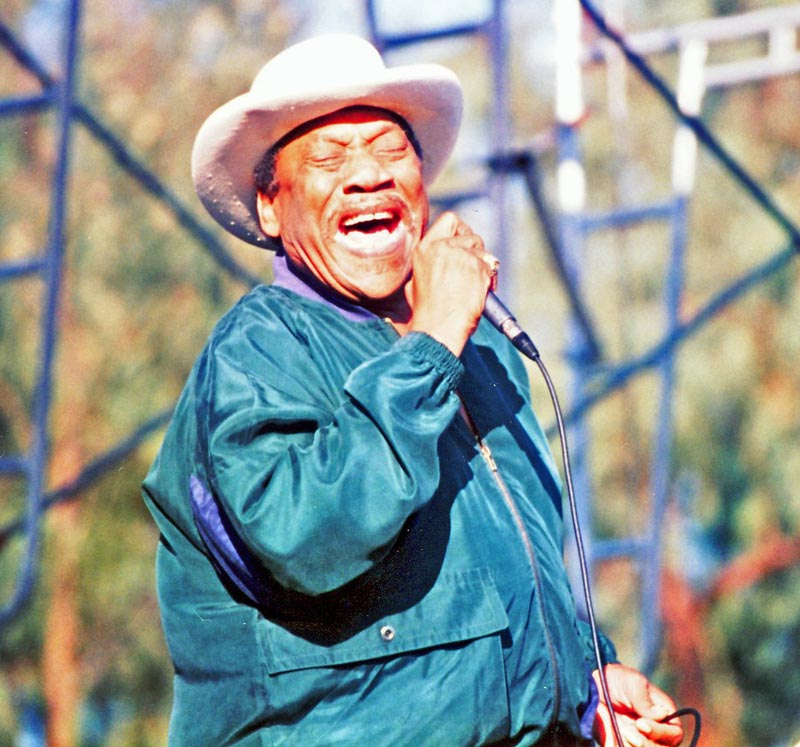
Bobby Bland (1930–2013)

- Bland, Colin (1938–2018), simbabwischer Cricketspieler
- Bland, DaRon (* 1999), US-amerikanischer American-Football-Spieler
- Bland, Edward Franklin (1901–1992), US-amerikanischer Kardiologe
- Bland, Elsa (1880–1935), österreichische Opernsängerin (Sopran) und Gesangspädagogin
- Bland, Emily Beatrice (1864–1951), britische Malerin
- Bland, Harriet (1915–1991), US-amerikanische Sprinterin
- Bland, Hermine (1850–1919), österreichische Schauspielerin mit dem Schwerpunkt „Heldin und Liebhaberin“ in Tragödien
- Bland, Jack (1899–1968), US-amerikanischer Jazz-Bandleader und Banjospieler
- Bland, James (1798–1861), englischer Opernsänger (Tenor)
- Bland, John David (1963–1998), US-amerikanischer Schauspieler
- Bland, John Otway Percy (1863–1945), britischer Schriftsteller und Journalist
- Bland, Larry (1940–2007), US-amerikanischer Historiker
- Bland, Lilian (1878–1971), irische Flugpionierin
- Bland, Nathaniel (1803–1865), englischer Orientalist
- Bland, Oscar E. (1877–1951), US-amerikanischer Jurist und Politiker
- Bland, Pat (1915–1970), englischer Fußballspieler
- Bland, Peter (* 1934), britisch-neuseeländischer Dichter, Schauspieler
- Bland, Pierre (* 1992), US-amerikanischer Basketballspieler
- Bland, Rachael (1978–2018), britische Journalistin, Moderatorin und Autorin
- Bland, Richard (1710–1776), US-amerikanischer Politiker
- Bland, Richard P. (1835–1899), US-amerikanischer Politiker
- Bland, S. Otis (1872–1950), US-amerikanischer Politiker
- Bland, Theodorick (1742–1790), US-amerikanischer Politiker
- Bland, Violet (1863–1940), englisch-britische Hotelbesitzerin und Suffragette
- Bland, William Thomas (1861–1928), US-amerikanischer Politiker
- Blanda, George (1927–2010), US-amerikanischer American-Football-Spieler
- Blandamura, Emanuele (* 1979), italienischer Boxer
- Blandford, Hugh (1917–1981), britischer Schachkomponist
- Blandford, Mark Harden (1826–1902), US-amerikanischer Offizier, Jurist und Politiker
- Blandford, Roger (* 1949), britischer Astrophysiker
- Blandiana, Ana (* 1942), rumänische Schriftstellerin und Bürgerrechtlerin
- Blandick, Clara (1876–1962), US-amerikanische Film- und TheaterschauspielerinClara Blandick (1876–1962)

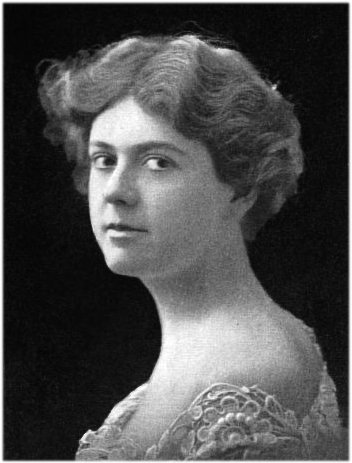
Clara Blandick (1876–1962)

- Blandin, Marie-Christine (* 1952), französische Politikerin
- Blandina, Märtyrerin
- Blanding, Walter (* 1971), amerikanischer Jazzmusiker (Saxophone, Klarinette)
- Blandisi, Joseph (* 1994), kanadischer EishockeyspielerJoseph Blandisi (* 1994)

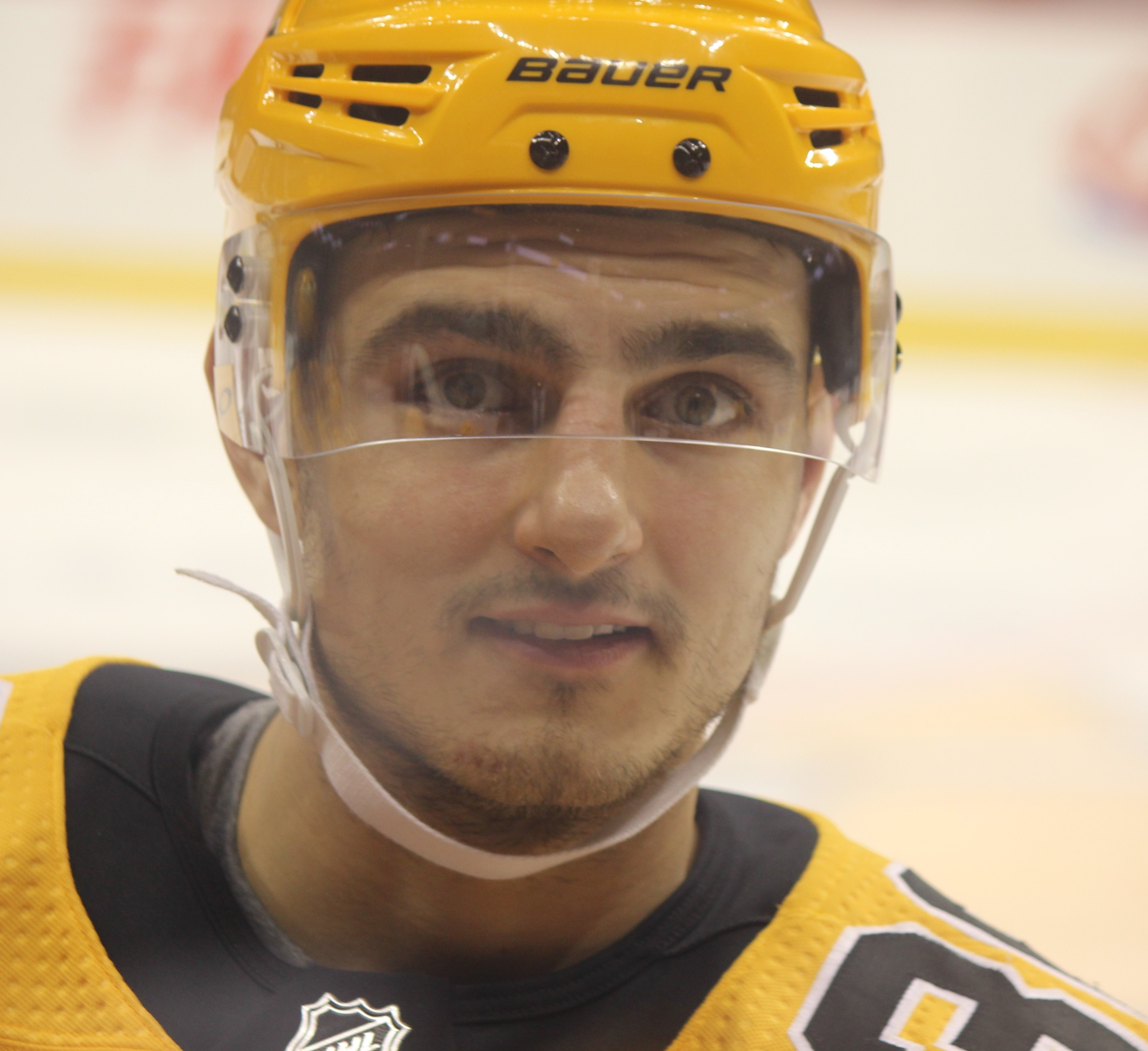
Joseph Blandisi (* 1994)

- Blandius Latinus, römischer Centurio
- Blando, Oscar (1924–1994), italienischer Schauspieler
- Blandow-Schlegel, Hendrikje (* 1961), deutsche Politikerin (SPD), MdHB
- Blandowski, Wilhelm von (1822–1878), deutscher Zoologe und Entdeckungsreisender in Australien
- Blandy, Majorie (1887–1937), britische Ärztin
- Blandy, Stella (1836–1925), französischer Politiker
- Blandy, William H. P. (1890–1954), Admiral der United States Navy

### Blane
- Blane, Marcie (* 1944), US-amerikanische Popsängerin
- Blane, Nicholas, britischer Schauspieler
- Blane, Ralph (1914–1995), US-amerikanischer Theater- und Filmkomponist sowie Musiker
- Blane, Sally (1910–1997), US-amerikanische Schauspielerin
- Blanes, Jonathan (* 1987), uruguayischer Fußballspieler
- Blanes, Juan Manuel (1830–1901), uruguayischer Historienmaler
- Blaney, Harry (1928–2013), irischer Politiker
- Blaney, Neil (1922–1995), irischer Politiker (Fianna Fáil), MdEP
- Blaney, Niall (* 1974), irischer Politiker (Fianna Fáil)
- Blaney, Ronan, Drehbuchautor
- Blaney, Ryan (* 1993), US-amerikanischer NASCAR-Rennfahrer
- Blaney, Steven (* 1965), kanadischer Politiker

### Blanf
- Blanford, William Thomas (1832–1905), englischer Geologe, Zoologe und Naturforscher

### Blang
- Blangé, Peter (* 1964), niederländischer Volleyballspieler
- Blangenois, Jules (1870–1957), belgischer Komponist und Dirigent
- Blangini-Klenze, Felicitas (1794–1844), Sängerin
- Blangsted, David (1936–2005), US-amerikanischer Filmeditor
- Blangsted, Folmar (1904–1982), US-amerikanischer Filmeditor
- Blanguernon, Karen (1935–1996), französische Schauspielerin und Schriftstellerin (Romancière)

### Blani
- Blanik, Elisabeth (* 1966), österreichische Politikerin (SPÖ), Landtagsabgeordnete in TirolElisabeth Blanik (* 1966)

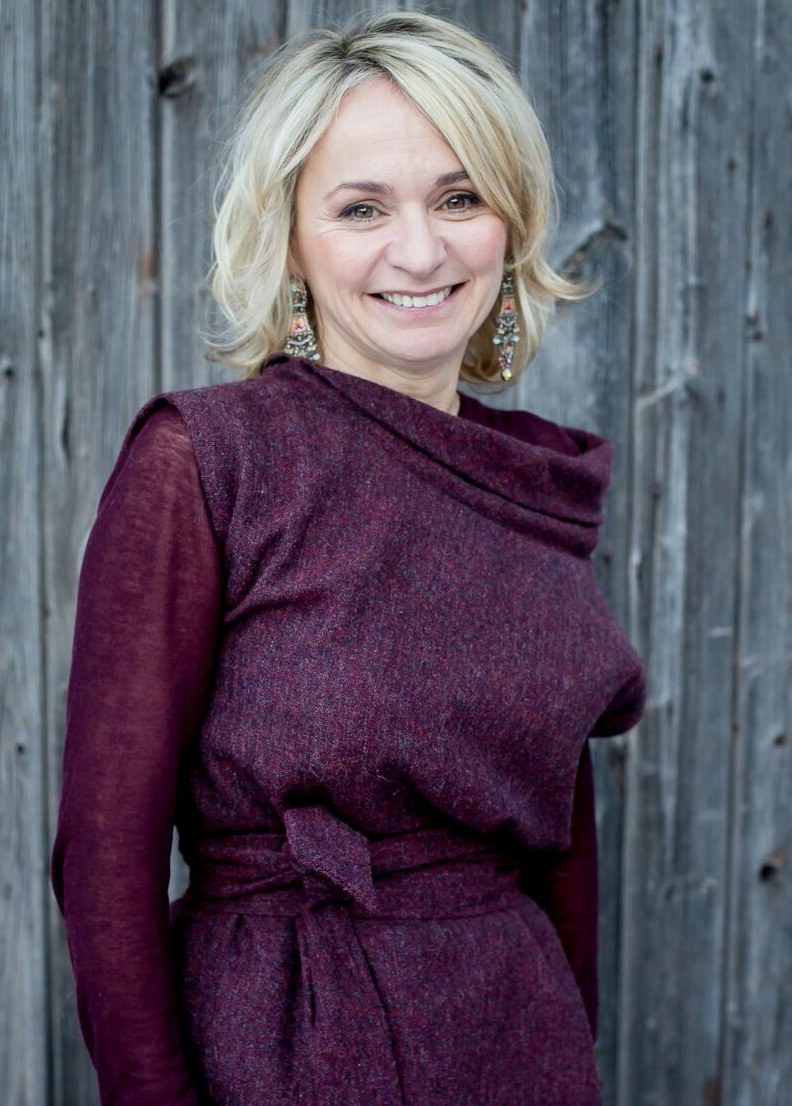
Elisabeth Blanik (* 1966)

- Blanik, Leszek (* 1977), polnischer Kunstturner

### Blank
- Blank, Albert (1863–1936), deutscher Chemiker und Mitglied des Provinziallandtages der Provinz Hessen-Nassau
- Blank, Albert (1885–1963), deutscher Unternehmer
- Blank, Alexander (* 2002), deutscher Eishockeyspieler
- Blank, André (1914–1987), belgischer Maler
- Blank, Andreas (1961–2001), deutscher Romanist und Sprachwissenschaftler
- Blank, Andreas (* 1980), deutscher Handballspieler
- Blank, Anton (1785–1844), Warschauer Maler des Klassizismus
- Blank, Arthur (1933–2005), Schweizer Automobilrennfahrer
- Blank, Arthur (* 1942), US-amerikanischer Unternehmer
- Blank, Ava (* 1977), deutsche Drehbuch- und Romanautorin
- Blank, Bertram, Kernphysiker
- Blank, Bertram (1930–1978), deutscher Verwaltungsjurist und Politiker (SPD), MdB
- Blank, Bettina (* 1956), deutsche Politologin
- Blank, Bonavita (1740–1827), deutscher Naturforscher, Fossiliensammler und Professor für Naturgeschichte
- Blank, Boris (* 1952), Schweizer MusikerBoris Blank (* 1952)

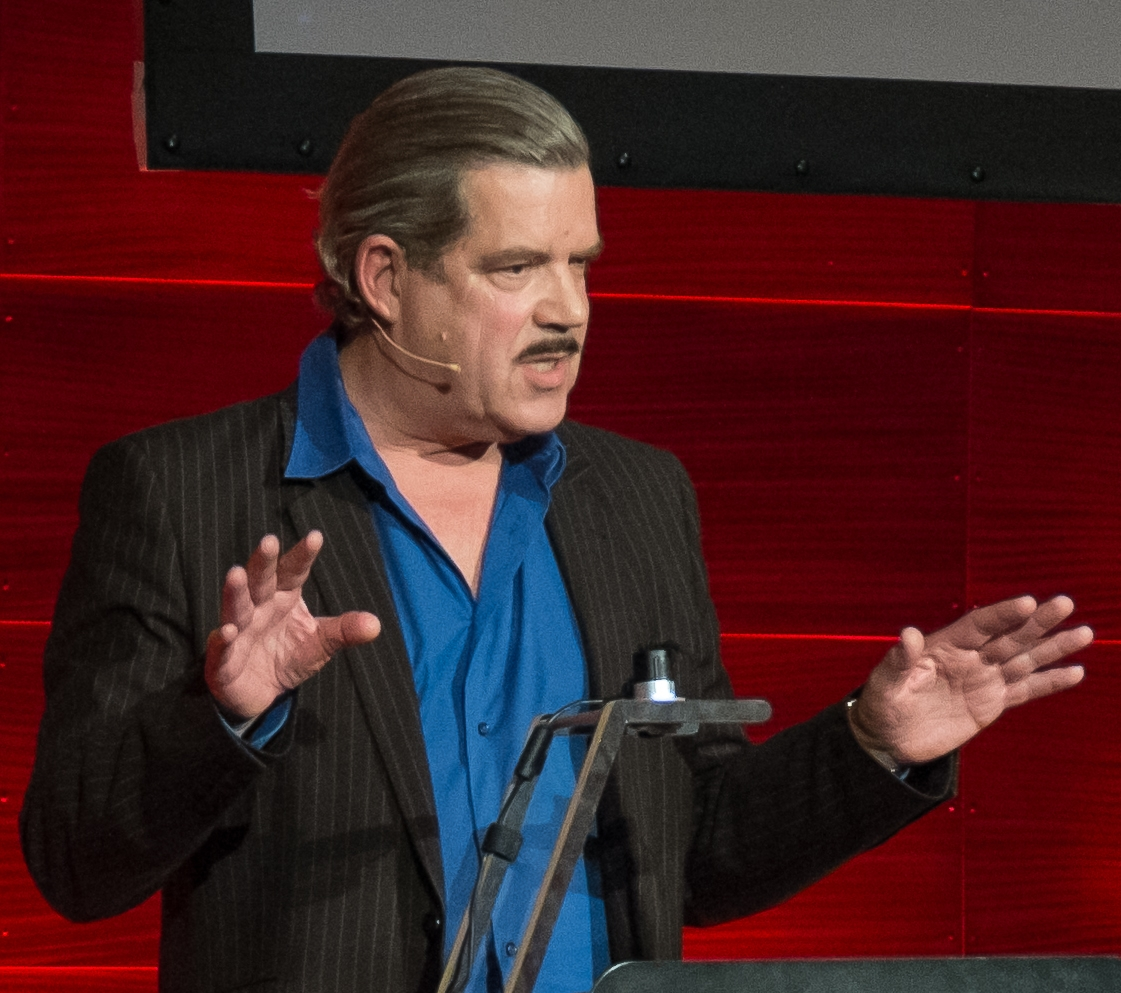
Boris Blank (* 1952)

- Blank, Boris (* 1978), deutsch-kasachischer Eishockeyspieler und -trainer
- Blank, Carolyn (* 1988), US-amerikanische Fußballspielerin
- Blank, Christian (1879–1967), deutscher Beamter und Politiker (Zentrum, CDU), MdL
- Blank, David L. (* 1953), US-amerikanischer Klassischer Philologe und Philosophiehistoriker
- Blank, Ernst Georg (1892–1957), deutscher Arzt und Unternehmer
- Blank, Festina (1904–1944), deutsche Steyler Missionsschwester und Märtyrin
- Blank, François (1930–2021), Schweizer Eishockeyspieler
- Blank, Georg (1887–1966), deutscher Jurist, Politiker der Demokratischen Partei Saar (DPS) und zweiter Bürgermeister der Stadt
- Blank, Georg (1888–1944), deutscher Politiker und Widerstandskämpfer
- Blank, Gertrud (1892–1981), deutsche Sozialarbeiterin
- Blank, Hannes (* 1983), deutscher Radrennfahrer
- Blank, Hans-Walter (1918–1968), deutscher Politiker (KPD), MdL
- Blank, Harry (* 1968), deutscher Schauspieler
- Blank, Heinrich, deutscher Rudersportler
- Blank, Helmut (* 1938), deutscher Fußballtorhüter
- Blank, Hendry (* 2004), deutsch-ghanaischer FußballspielerHendry Blank (* 2004)

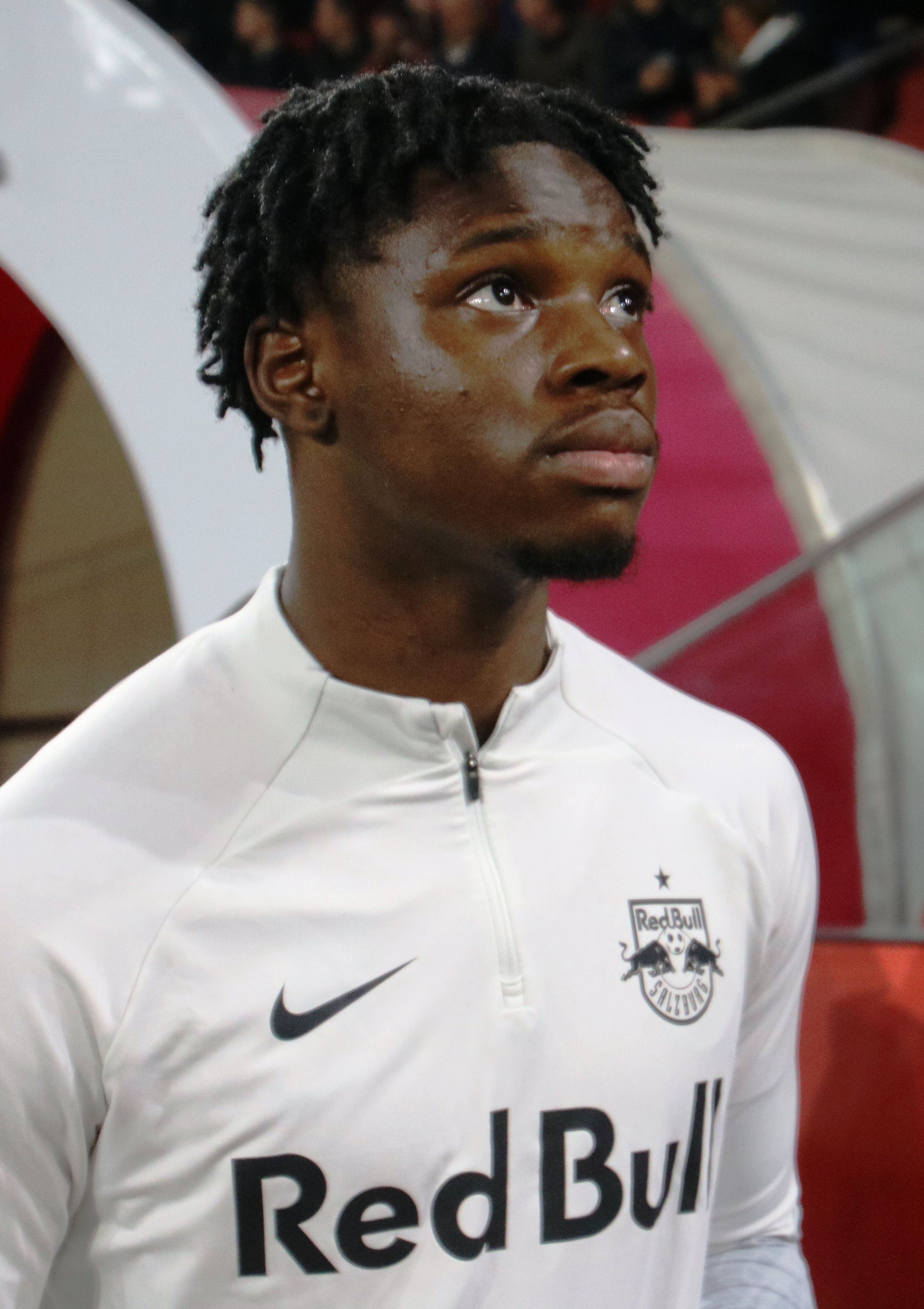
Hendry Blank (* 2004)

- Blank, Herbert (1899–1958), deutscher politischer Schriftsteller
- Blank, Herbert B. (1947–1998), deutscher Politiker (CDU)
- Blank, Irma (1934–2023), deutsch-italienische Malerin und Grafikerin
- Blank, Jamie Lee (* 1994), deutsche Synchronsprecherin
- Blank, Joachim (* 1963), deutscher Netzkünstler und Hochschullehrer
- Blank, Jodie (* 1992), deutsche Synchron- und Hörspielsprecherin
- Blank, Johann (1906–1944), deutscher SS-Hauptscharführer
- Blank, Johann Conrad (1757–1827), österreichischer Abbé, k.k. Rat und Professor der Mathematik
- Blank, Johann Friedrich (1708–1745), russischer Architekt deutscher Abstammung
- Blank, Johann Peter (1925–2014), deutscher Eisenbahn-Ingenieur
- Blank, Johannes (1904–1983), deutscher Wasserballspieler
- Blank, Joost de (1908–1968), anglikanischer Theologe und Gegner der Apartheid
- Blank, Josef (1926–1989), katholischer Theologe und Hochschullehrer an der Universität des Saarlands
- Blank, Joseph (1913–1994), deutscher Verwaltungsbeamter und Politiker (CDU), MdL
- Blank, Joseph-Theodor (* 1947), deutscher Politiker (CDU), MdB
- Blank, Juliane (* 1981), deutsche Germanistin
- Blank, Julius (1925–2011), US-amerikanischer Maschinenbauer und ein Mitglied der Traitorous Eight
- Blank, Karl (1728–1793), russischer Architekt des Barocks
- Blank, Klaus (* 1935), deutscher Fußballspieler
- Blank, Konrad (* 1931), österreichischer Politiker (ÖVP), Landesrat von Vorarlberg
- Blank, Lars Mathias (* 1969), deutscher Ingenieur und Biologe
- Blank, Les (1935–2013), US-amerikanischer Dokumentarfilmer
- Blank, Lorenz (1862–1922), deutscher Politiker (Zentrum)
- Blank, Ludwig (* 1949), deutscher Fußballspieler
- Blank, Margarete (1901–1945), deutsche Ärztin
- Blank, Martin (1897–1972), deutscher Politiker (FDP, FVP, DP), MdB, MdEP
- Blank, Max (1887–1955), deutscher nationalsozialistischer Funktionär
- Blank, Michael (* 1961), deutscher Steuerberater und Politiker (SPD), MdBB
- Blank, Pankraz (1882–1961), Landtagsabgeordneter Volksstaat Hessen
- Blank, Paula (1887–1967), deutsche Bibliothekarin
- Blank, Peter (1939–2021), deutscher Jurist, römisch-katholischer Priester (Prälatur vom Heiligen Kreuz und Opus Dei) und Buchautor
- Blank, Peter (* 1962), deutscher Leichtathlet
- Blank, Piet (* 1971), deutscher Musiker und Komponist
- Blank, Radha (* 1976), US-amerikanische Drehbuchautorin und Filmregisseurin
- Blank, Ralf (* 1962), deutscher Historiker
- Blank, Rebecca (1955–2023), US-amerikanische Politikerin
- Blank, Renate (1941–2021), deutsche Politikerin (CSU), MdB
- Blank, Richard (1939–2022), deutscher Regisseur und Autor
- Blank, Robert Carl (* 1975), deutscher Folk-Rock-Gitarrist und -Sänger
- Blank, Roger (* 1938), US-amerikanischer Jazzmusiker (Schlagzeug, Perkussion)
- Blank, Sabine (* 1984), deutsche Fußballspielerin
- Blank, Sachar (* 1985), deutsch-kasachischer Eishockeyspieler
- Blank, Stefan (* 1977), deutscher Fußballspieler
- Blank, Stephen J. (* 1950), US-amerikanischer Politikwissenschaftler
- Blank, Steve (* 1953), US-amerikanischer Unternehmer, Dozent und Autor
- Blank, Theodor (1905–1972), deutscher Politiker (CDU), MdL, MdBTheodor Blank (1905–1972)

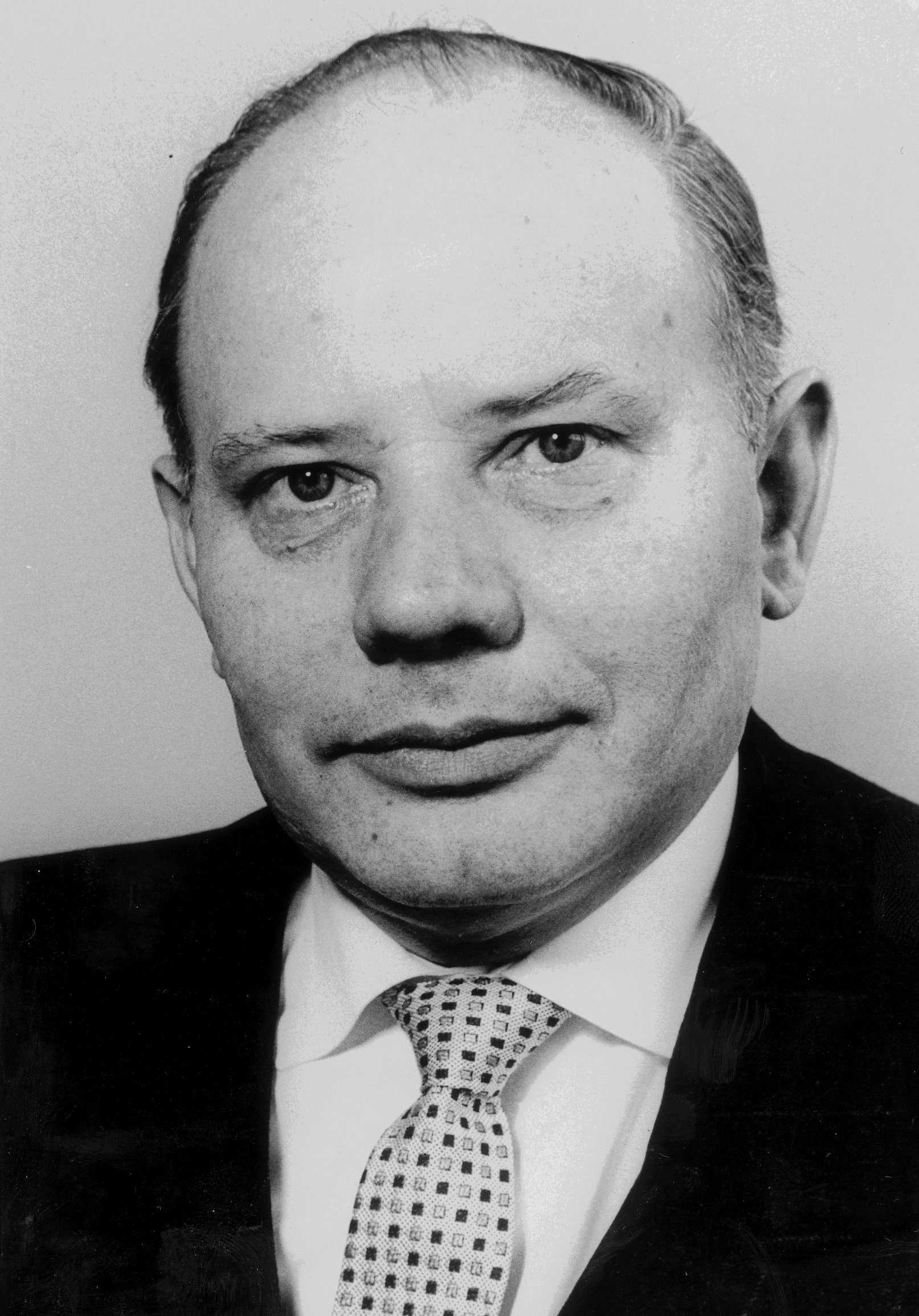
Theodor Blank (1905–1972)

- Blank, Thomas (1933–2013), Schweizer Zeichner und Plastiker
- Blank, Thomas (* 1980), deutscher Althistoriker
- Blank, Ulrich (1673–1748), Abt zu Marchtal (heute Obermarchtal, Alb-Donau-Kreis)
- Blank, Urban (1922–2020), Schweizer Bildhauer, Maler, Zeichen- und Werklehrer und Pädagoge
- Blank, Viktoria (1859–1928), deutsche Opernsängerin (Alt) und Gesangspädagogin
- Blank, Vitalij (* 1982), deutscher Eishockeyspieler
- Blank, Willi (* 1920), deutscher Akkordeonspieler
- Blank, Wolfgang (* 1959), deutscher Manager und Politiker
- Blank-Arbenz, Jakob (1810–1893), Schweizer Unternehmer
- Blank-Eismann, Marie (* 1890), deutsche Schriftstellerin
- Blank-Peters, Ulrike (* 1967), deutsche Triathletin
- Blank-Sangmeister, Ursula (* 1948), deutsche Altphilologin, Autorin, Übersetzerin und Herausgeberin
- Blanka (1387–1441), Königin von Navarra (1425–1441)
- Blanka von Burgund (1295–1326), Königin von Frankreich (1322)
- Blanka von Kastilien († 1252), durch Heirat Königin von FrankreichBlanka von Kastilien († 1252)

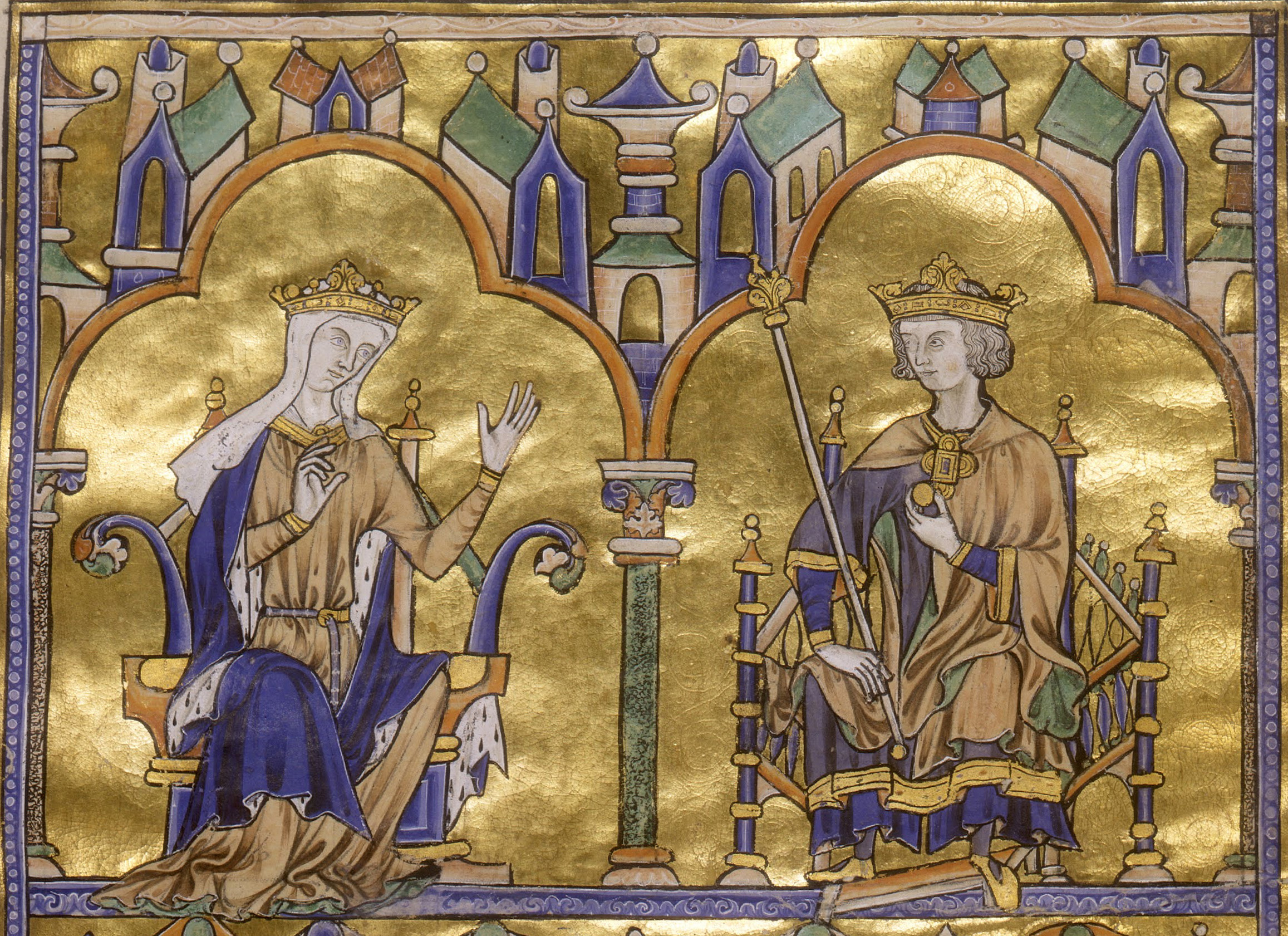
Blanka von Kastilien († 1252)

- Blanka von Navarra († 1156), Prinzessin von Navarra
- Blanka von Navarra († 1229), durch ihren Ehemann Gräfin von Champagne, Regentin des Landes und Regentin des Königreichs Navarra
- Blanka von Navarra († 1398), Königin von Frankreich
- Blankaart, Steven (1650–1704), niederländischer Mediziner, Chemiker, Pharmazeut und Entomologe
- Blankart, Charles B. (1942–2023), Schweizer Volkswirtschafter
- Blankart, Franz (1936–2021), Schweizer Diplomat
- Blankart, Maik (* 1992), deutscher Eishockeyspieler
- Blankau, Jutta (* 1954), deutsche Politikerin (SPD), Senatorin in Hamburg
- Blanke, Annika (* 1984), deutsche Autorin und Slampoetin
- Blanke, Barbara, US-amerikanische Biathletin
- Blanke, Bernhard (1941–2014), deutscher Politikwissenschaftler und Hochschullehrer an der Universität Hannover
- Blanke, Christa (* 1948), evangelische Theologin und Tierschützerin
- Blanke, Clemens (1895–1945), deutscher Klempner, Bürgermeister von Rheine, NSDAP-Funktionär
- Blanke, Detlev (1941–2016), deutscher Interlinguist und Hochschullehrer
- Blanke, Edzard (1935–2011), deutscher Politiker (CDU), MdL
- Blanke, Erich (* 1915), deutscher Fußballspieler und -trainer
- Blanke, Ernst August Wilhelm (1932–2022), deutscher Verwaltungsjurist und Ministerialbeamter
- Blanke, Frank (* 1964), deutscher Eishockeytorwart
- Blanke, Fritz (1900–1967), deutsch-schweizerischer Kirchenhistoriker
- Blanke, Gustav (1914–2001), deutscher Amerikanist
- Blanke, Henry (1901–1981), US-amerikanischer Filmproduzent, Filmregisseur und Drehbuchautor deutscher Herkunft
- Blanke, Hermann-Josef (1957–2023), deutscher Rechtswissenschaftler
- Blanke, Horst Walter (1954–2022), deutscher Historiker
- Blanke, John, englischer Trompeter afrikanischer Herkunft
- Blanke, Karl-Friedrich (1910–1991), deutscher Musiktherapeut
- Blanke, Kurt (1900–1997), deutscher Jurist, Richter und Kommunalpolitiker (DP, CDU), Oberbürgermeister von Celle (1964–1973)
- Blanke, Marina (* 1991), deutsche Schauspielerin und Moderatorin
- Blanke, Olaf (* 1969), Schweizer und deutscher Arzt, Neurologe und Neurowissenschaftler
- Blanke, Toto (1936–2013), deutscher Jazz-Gitarrist
- Blanke, Werner (1944–2016), deutscher Basketballschiedsrichter
- Blanke, Wilhelm (1859–1945), deutscher Bauunternehmer und Architekt
- Blanke, Wilhelm (1873–1936), deutscher Maler und Lithograf
- Blanke, Wilhelm (1904–1944), deutscher Widerstandskämpfer, Résistance-Spion und NS-Opfer
- Blanke, Wolfgang (* 1948), deutscher Maler und Buchautor
- Blankemeyer, Johann (1898–1982), deutscher Politiker (NSDAP), MdR, Reichsredner der NSDAP
- Blankemeyer, Martin (* 1971), deutscher Filmproduzent, Hochschullehrer und Bundesverdienstkreuzträger
- Blanken, Gerard Hendrik (1902–1986), niederländischer Neogräzist und Byzantinist
- Blanken, Johan Wilhelm (1806–1880), niederländischer Politiker und Generalleutnant
- Blankenaauw, Theo (1923–2011), niederländischer Radrennfahrer
- Blankenagel, Alexander (* 1946), deutscher Rechtswissenschaftler
- Blankenau, Jay (* 1989), kanadischer Volleyballspieler
- Blankenbach, Karlheinz, deutscher Physiker
- Blankenberg, Reginald Andrew (1876–1960), südafrikanischer Botschafter
- Blankenberger, Karl (1921–1956), deutscher Fußballspieler
- Blankenburg, Arthur, deutscher Radrennfahrer
- Blankenburg, Christa-Maria (* 1934), deutsche Politikerin (CDU), MdA
- Blankenburg, Elke Mascha (1943–2013), deutsche Dirigentin und Musikhistorikerin
- Blankenburg, Erhard (1938–2018), deutscher Rechtssoziologe und Professor an der Freien Universität Amsterdam
- Blankenburg, Ewald (1920–2000), deutscher Maler und Zeichner
- Blankenburg, Friedrich von (1786–1850), preußischer Generalleutnant
- Blankenburg, Heinrich von (1820–1897), preußischer Offizier, Historiker und Publizist
- Blankenburg, Hermann Ludwig (1876–1956), deutscher Komponist
- Blankenburg, Hermann von (1851–1922), preußischer Generalleutnant
- Blankenburg, Horst (* 1947), deutscher FußballspielerHorst Blankenburg (* 1947)

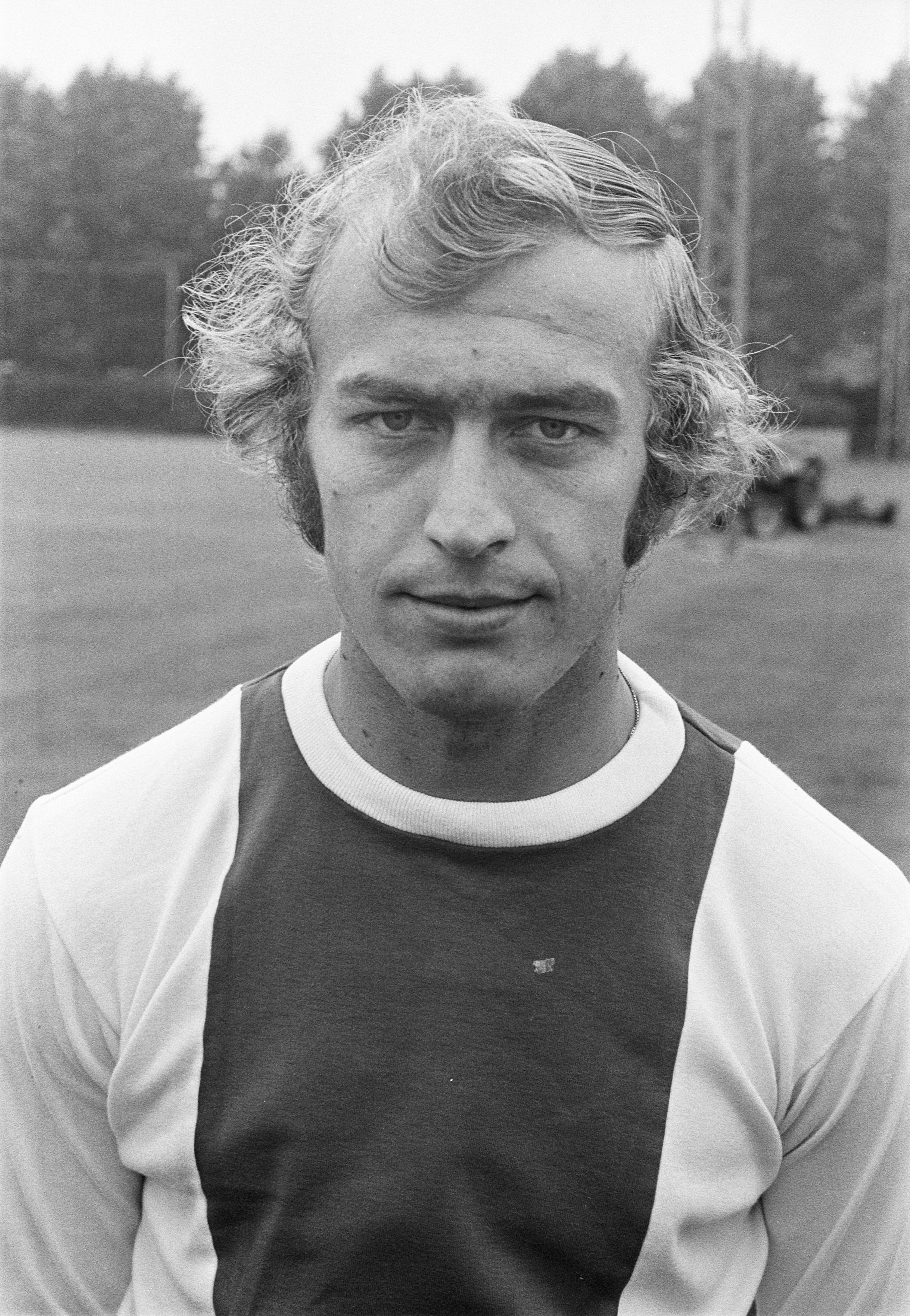
Horst Blankenburg (* 1947)

- Blankenburg, Jakob (* 1997), deutscher Politiker (SPD)
- Blankenburg, Jo (* 1972), deutscher Komponist
- Blankenburg, Jordan von, Ministerialer am Braunschweiger Hof Heinrichs des Löwen
- Blankenburg, Julia (* 1969), deutsche Schauspielerin
- Blankenburg, Kay (* 1957), deutscher Rechtsanwalt und Kommunalpolitiker (SPD)
- Blankenburg, Lucretia Longshore (1845–1937), US-amerikanische Frauenrechtlerin und Sozialreformerin
- Blankenburg, Lutz (1955–2025), deutscher Fußballspieler
- Blankenburg, Richard (1891–1955), deutscher Landschaftsmaler
- Blankenburg, Rita (* 1942), deutsche Eisschnellläuferin
- Blankenburg, Roy (* 1986), deutscher Fußballspieler
- Blankenburg, Rudolph (1843–1918), US-amerikanischer Geschäftsmann und Politiker
- Blankenburg, Walter (1903–1986), deutscher evangelischer Geistlicher, Musikwissenschaftler und Bachforscher
- Blankenburg, Werner (1905–1957), deutscher Amtsleiter in der Kanzlei des Führers, einer der Hauptverantwortlichen für die nationalsozialistischen Krankenmorde
- Blankenburg, Wolfgang (1928–2002), deutscher Psychiater
- Blankenburger, Rudolf (* 1911), deutscher Politiker (SPD/SED), Konsumgenossenschafts- sowie Außenhandelsfunktionär
- Blankenfeld, Albert (1900–1993), deutscher Dreher, Verwaltungsinspektor und Widerstandskämpfer gegen den Nationalsozialismus
- Blankenfelde, Johann II. von († 1527), deutscher Geistlicher, Erzbischof von Riga
- Blankenfelde, Johann III. von (1507–1579), deutscher Politiker, Bürgermeister von Berlin
- Blankenfelde, Johannes II. von, deutscher Politiker, Regierender Bürgermeister von Berlin
- Blankenfelde, Paul Heinrich von († 1532), Berliner Handelsherr und Münzmeister
- Blankenfelde, Peter von, Berliner Bürgermeister
- Blankenfelde, Thomas von († 1504), Berliner Bürgermeister
- Blankenhagel, Kurt (1938–2023), deutscher Politiker (SPD), Mitglied des Abgeordnetenhauses von Berlin (1990–1999)
- Blankenheim, Toni (1921–2012), deutscher Opernsänger (Bassbariton)
- Blankenhorn, Adolph (1843–1906), deutscher Önologe
- Blankenhorn, Else (1873–1920), deutsche Malerin
- Blankenhorn, Erich (1878–1963), deutscher Offizier
- Blankenhorn, Ernst (1853–1917), deutscher Weingutsbesitzer und Politiker, MdR, Bürgermeister
- Blankenhorn, Fritz (1889–1954), deutscher Opern- und Operettensänger (Tenor) sowie Schauspieler
- Blankenhorn, Fritz (1921–2011), deutscher Soldat, Grafiker und Autor
- Blankenhorn, Herbert (1904–1991), deutscher Diplomat, NSDAP-MitgliedHerbert Blankenhorn (1904–1991)

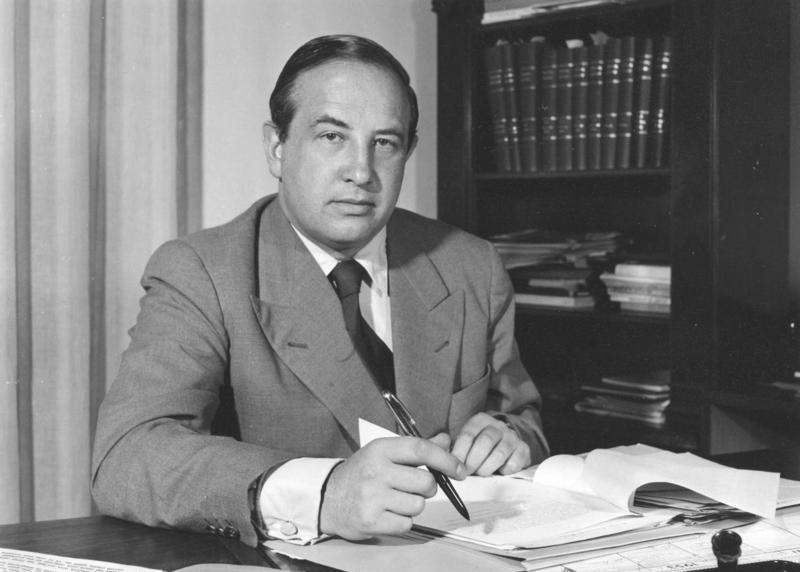
Herbert Blankenhorn (1904–1991)

- Blankenhorn, Richard (1886–1968), deutscher Politiker (NSDAP), MdL im Volksstaat Württemberg und Kreisleiter von Ehingen
- Blankenhorn-Krafft, Nicolaus (1810–1860), Bürgermeister und Landtagsabgeordneter
- Blankensee, Anton von († 1740), preußischer Oberst und Regimentschef
- Blankensee, Bernd Siegmund von (1693–1757), königlich preußischer Generalmajor, Amtshauptmann und Drost von Ravensberg und Erbherr auf Schlagenthin
- Blankensee, Georg von (1792–1867), deutscher Schriftsteller und Musiker
- Blankenship, Loyd (* 1965), US-amerikanischer Hacker und Autor
- Blankenship, Rodrigo (* 1997), US-amerikanischer American-Football-Spieler
- Blankenship, William (1928–2017), US-amerikanischer Opernsänger (Tenor)
- Blankenstein, Adolf von (1655–1694), fürstlich-sächsischer Amtshauptmann
- Blankenstein, August (1876–1931), deutscher Genremaler der Düsseldorfer Schule
- Blankenstein, Carl (1864–1933), deutscher Theaterschauspieler und Hörspielsprecher
- Blankenstein, Christoph Heinrich von (1744–1827), kaiserlicher Generalmajor
- Blankenstein, Ernst von (1733–1816), österreichischer Offizier
- Blankenstein, Hartmut (* 1941), deutscher Diplomat
- Blankenstein, Hermann (1829–1910), deutscher Architekt und BaubeamterHermann Blankenstein (1829–1910)

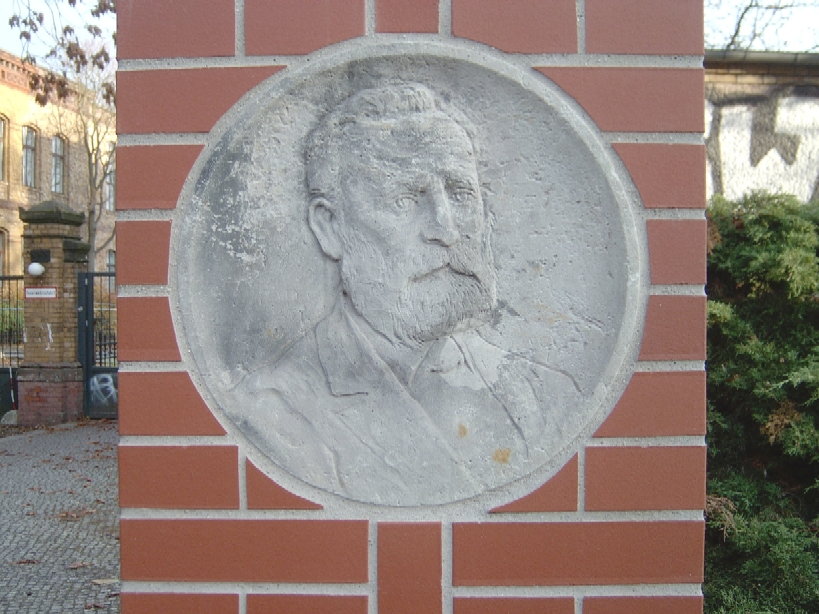
Hermann Blankenstein (1829–1910)

- Blankenstein, Johann Christian von (1686–1752), fürstlich-sächsischer Amtshauptmann
- Blankenstein, John (1949–2006), niederländischer Fußballschiedsrichter
- Blankenstein, Marcus van (1880–1964), niederländischer Journalist
- Blankenstein, Otto, deutscher Sexarbeiter
- Blankenstein, Urte (1943–2025), deutsche Schauspielerin
- Blankenwalde, Hermanus von, Bürgermeister von Dresden und Brückenmeister
- Blankers-Koen, Fanny (1918–2004), niederländische Leichtathletin
- Blankertz, Herwig (1927–1983), deutscher Pädagoge
- Blankertz, Stefan (* 1956), deutscher Autor, u. a. Theoretiker zur Gestalttherapie
- Blankfein, Lloyd C. (* 1954), US-amerikanischer Bankmanager
- Blankfield, Mark (1950–2024), US-amerikanischer Schauspieler
- Blankfort, Michael (1907–1982), US-amerikanischer Drehbuchautor, Autor und Dramatiker
- Blankinship, Dan, US-amerikanischer Jazzmusiker (Trompete)
- Blankmeister, Helmut Otto (1911–1975), deutscher Künstler
- Blänkner, Reinhard (* 1951), deutscher Historiker und ehemaliger Hochschullehrer
- Blanks, Bernie (* 1963), US-amerikanischer Sänger, Entertainer, Songwriter
- Blanks, Billy (* 1955), US-amerikanischer Kampfsportler, Trainer und SchauspielerBilly Blanks (* 1955)

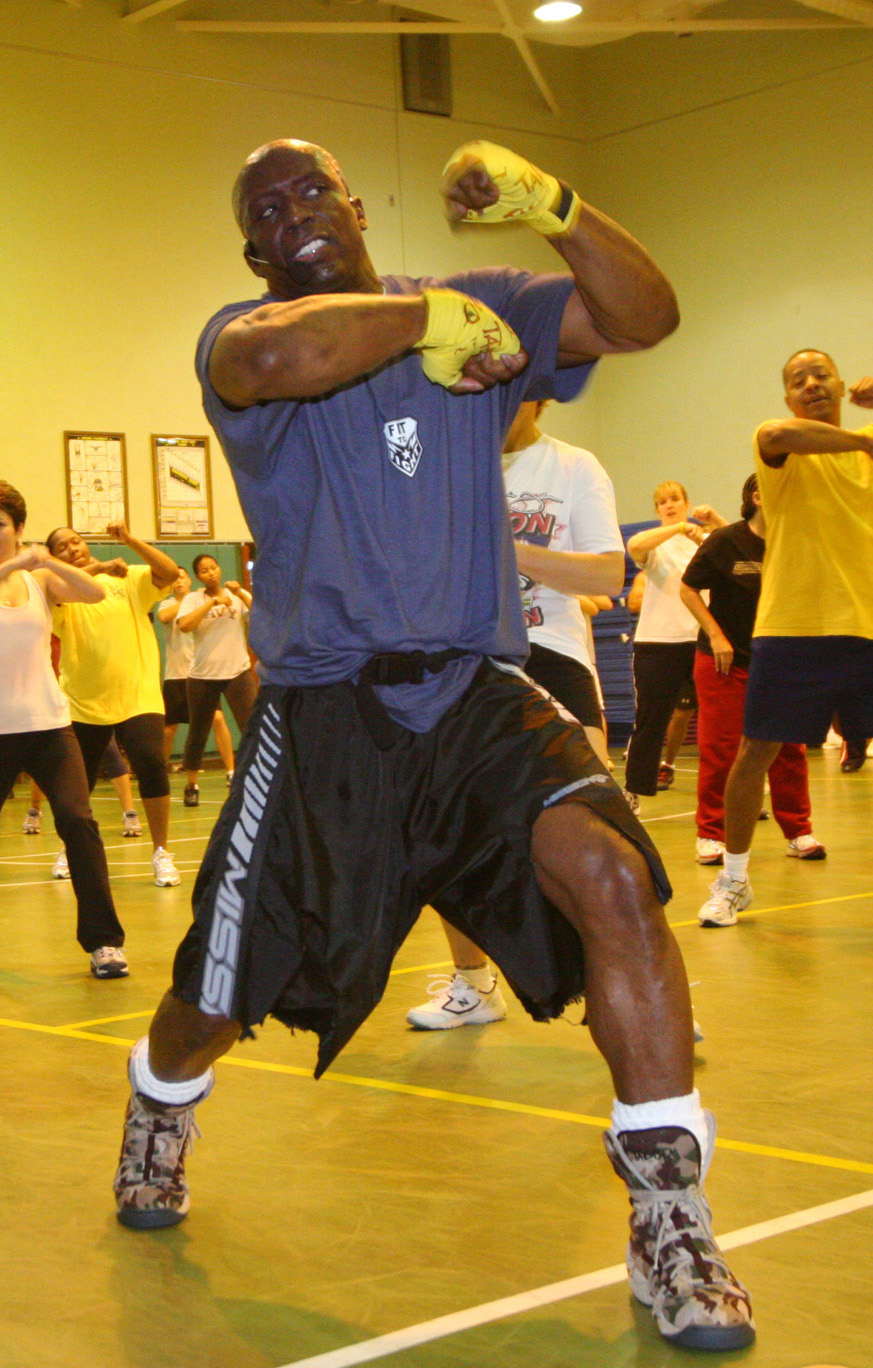
Billy Blanks (* 1955)

- Blanks, Graham (* 2002), US-amerikanischer Langstreckenläufer
- Blanks, Jamie, australischer Filmregisseur und Filmkomponist
- Blanks, Kristaps (* 1986), lettischer Fußballspieler
- Blanks, Lance (1966–2023), US-amerikanischer Basketballspieler
- Blanksma, Jan Johannes (1875–1950), niederländischer Chemiker

### Blann
- Blannbekin, Agnes († 1315), österreichische Begine und Mystikerin
- Blanning, Tim (* 1942), britischer Historiker

### Blanq
- Blanquart de Bailleul, Louis (1795–1868), französischer Bischof
- Blanquart-Evrard, Louis Désiré (1802–1872), französischer Tuchhändler, Chemiker und Hobbyfotograf
- Blanqué, Andrea (* 1959), uruguayische Autorin
- Blanquer Ponsoda, Amando (1935–2005), spanischer Komponist, Musiker und Musikpädagoge
- Blanquer, Jean-Michel (* 1964), französischer Politiker (LREM), Bildungsminister
- Blanquer, Rafael (* 1945), spanischer Leichtathlet
- Blanquet du Chayla, Armand (1898–1996), französischer Diplomat
- Blanquet, Stéphane (* 1973), französischer Comiczeichner
- Blanqui, Adolphe Jérôme (1798–1854), französischer Nationalökonom
- Blanqui, Louis-Auguste (1805–1881), französischer, revolutionärer und sozialistischer TheoretikerLouis-Auguste Blanqui (1805–1881)

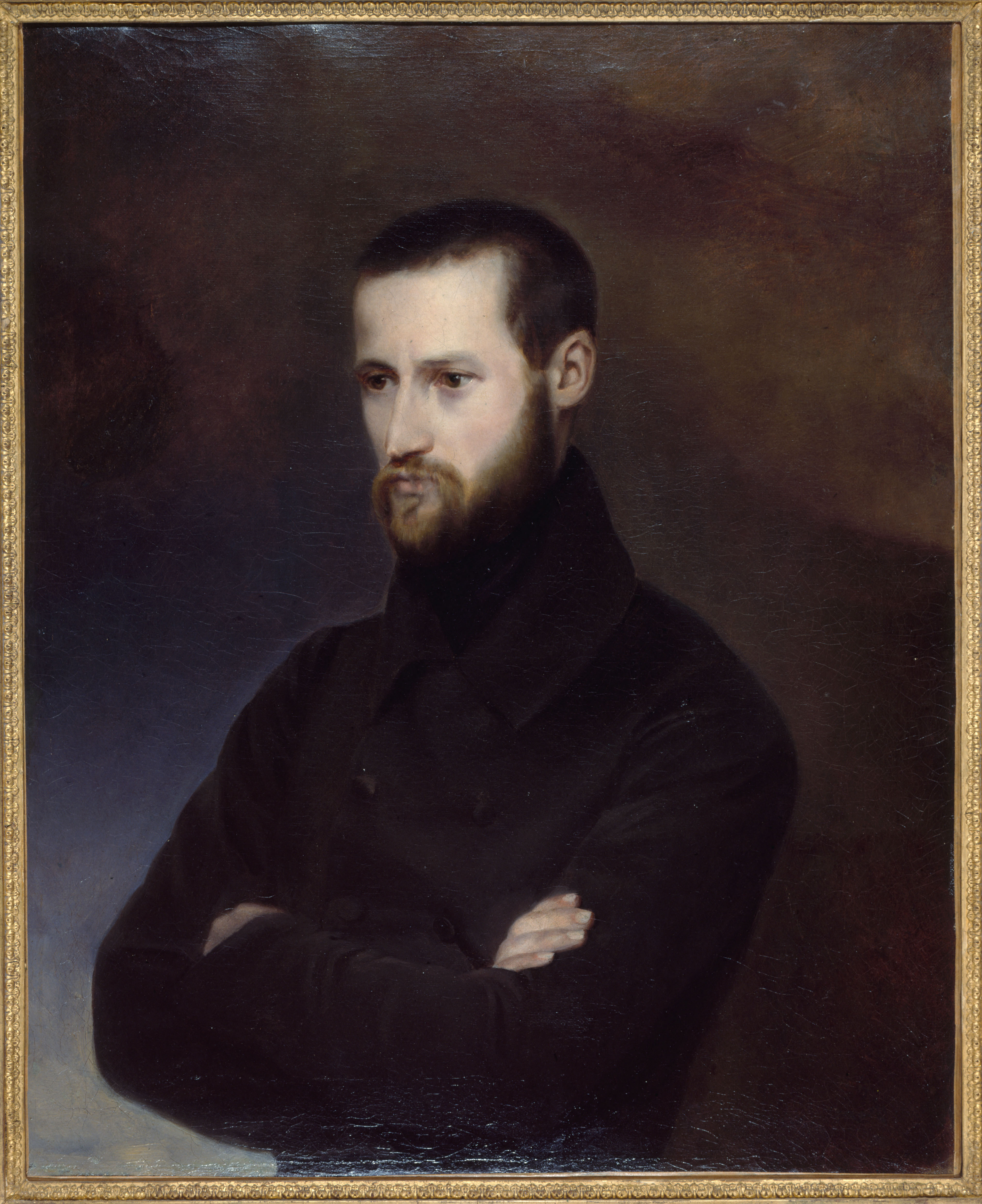
Louis-Auguste Blanqui (1805–1881)

### Blans
- Blänsdorf, Agnes (1940–2016), deutsche Historikerin
- Blänsdorf, Jürgen (* 1936), deutscher Altphilologe
- Blanshard, Bryan (* 1966), kanadischer Badmintonspieler
- Blanshard, Richard (1817–1894), britischer Rechtsanwalt und Gouverneur

### Blant
- Blanter, Jaroslaw Michailowitsch (* 1967), russischer Physiker
- Blanter, Matwei Isaakowitsch (1903–1990), sowjetischer Komponist
- Blanton, Brad (* 1940), US-amerikanischer Psychotherapeut und Publizist
- Blanton, Carsie (* 1985), US-amerikanische Sängerin
- Blanton, Dain (* 1971), US-amerikanischer Beachvolleyballspieler und Olympiasieger
- Blanton, Jimmy (1918–1942), amerikanischer Jazz-Bassist
- Blanton, Kirby Bliss (* 1990), US-amerikanische SchauspielerinKirby Bliss Blanton (* 1990)

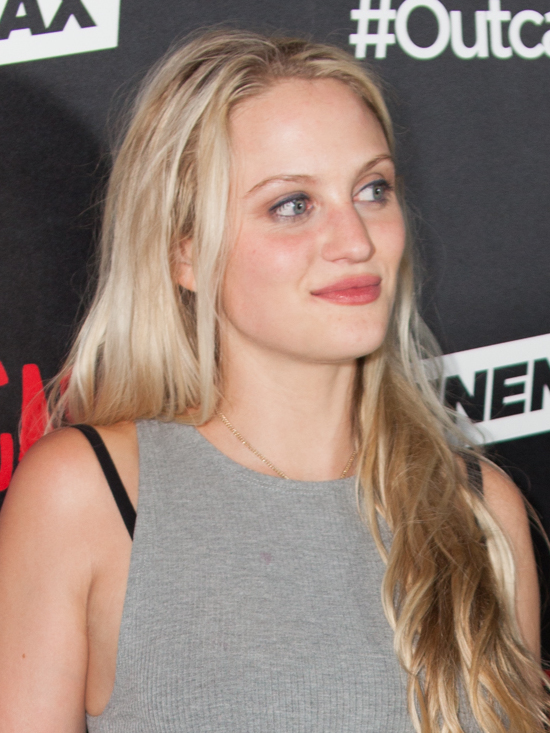
Kirby Bliss Blanton (* 1990)

- Blanton, Ray (1930–1996), US-amerikanischer Politiker
- Blanton, Thomas L. (1872–1957), US-amerikanischer Politiker
- Blanton, Tyler (* 1981), US-amerikanischer Jazzmusiker (Vibraphon, Komposition)

### Blanu
- Blanuša, Danilo (1903–1987), jugoslawischer Mathematiker, Physiker und Ingenieur

### Blanv
- Blanvalet, Georges († 1952), deutscher Schauspieler, Ballettmeister, Tänzer und Choreograf
- Blanvalet, Lothar (1910–1979), deutscher Verleger

### Blanz
- Blanzat, Jean (1906–1977), französischer Schriftsteller